# 大宮総合車両センター
大宮総合車両センター（おおみやそうごうしゃりょうセンター）は、埼玉県さいたま市大宮区錦町にある、東日本旅客鉄道（JR東日本）首都圏本部管轄の鉄道工場。下部組織として同市北区本郷町の東大宮操車場構内に車両検査科管轄の東大宮センターがあるほか、構内には日本貨物鉄道（JR貨物）関東支社管轄の大宮車両所が併設されている。
1894年（明治27年）に日本鉄道が現地に開設した工場から130年以上の歴史があり、鉄道博物館とならぶ「鉄道のまち大宮」の中心となる施設。長く大宮工場と称されていた。

## 概要
JR東日本に5か所ある在来線の総合車両センター（東京・郡山・長野・秋田・大宮）のひとつ。開設当初は車両検査・修繕だけでなく、蒸気機関車や電気機関車などの製造も行っていたが、現在は電車の修繕が主となり、以前と比べると工場規模は縮小されている。
2004年（平成16年）6月1日に現名称に改称した。2006年（平成18年）3月18日に下部組織として車両検査科管轄の東大宮センターを東大宮操車場構内に新設、小山車両センター・高崎車両センターに配置されていた車両の一部を転属させて車両配置を始め、所属車両を同所に常駐させて車両基地としての役割も持つようになった。また、本所の解体留置線跡地には2007年（平成19年）10月14日に鉄道博物館が開館した。
一般公開イベントの「鉄道のまち大宮 鉄道ふれあいフェア」が毎年11月第4土曜日に開催され、以前はセンター内だけだったが、2014年よりさいたま市と共同主催となり、大宮駅構内および周辺も会場として加わった。

## 敷地・設備
敷地は、大宮駅の11番線ホーム盛岡寄り端付近から、宇都宮線と高崎線の分岐点を経て、高崎線に沿い南北約1km、東西約0.2kmと細長く延びている。構内は東北・上越新幹線、ニューシャトルの高架が縦断するほか、JR貨物大宮車両所が併設されている。
センター本所への出入場は、第二場内信号機セクション内の大宮駅貨物下り本線10番線と11番線をつなぐシーサスクロッシングから、入換線⇔通路線を通って行われる。通路線の端に「工1」分岐器があり、そこから先がセンター本所構内となり、構内を跨ぐ陸橋（大栄橋）付近で何本かに分岐する出入場線のうち、18番線から入場する。また、出場はEC整備棟から直接、または通路線隣接の第3通行線に据え付けたのち、入換線を経由して一旦シーサスクロッシングから大宮駅貨物下り本線隣接の大宮駅11番線へ直結する待機線へ入り、折り返して11番線ホームに据え付けて各方面に回送される。
設備は、構内南側に通路線1線、入場線1線、整備線10線、待合線7線、修繕済み車両の出場検査を行うEC整備棟1棟、新幹線高架下に出入場・艤装棟1棟、トラバーサー2機（南、中央）、中央部に車体の検査・修繕、改造工事を行う車体検修棟5棟（車体A - E）、車体の汚れを圧力空気で落とす気吹棟1棟、車体や台車などの塗装を行う塗装棟1棟、中央部から北部にかけて、部品修繕を行う部品検修棟5棟（部品A - C・E・F）、電機棟1棟、空制棟1棟、計画棟1棟、正面口隣接の食堂・更衣室・資料室などが入居する庁舎、北側に留置線2線、配給車ホーム線1線、横回し線1線、引込み線1線、解体線1線、待合線1線、中央部を南北に貫く中央通路線1線、東側にある試運転線1線がある。
社内の車両検修社員を主体とする人財育成の場として基礎学術、安全作業、検修技能、脱線復旧の4訓練所からなる「大宮グローアップスクエア」が設けられており、社員のスキルアップに役立てられている。

センター本所の主要設備
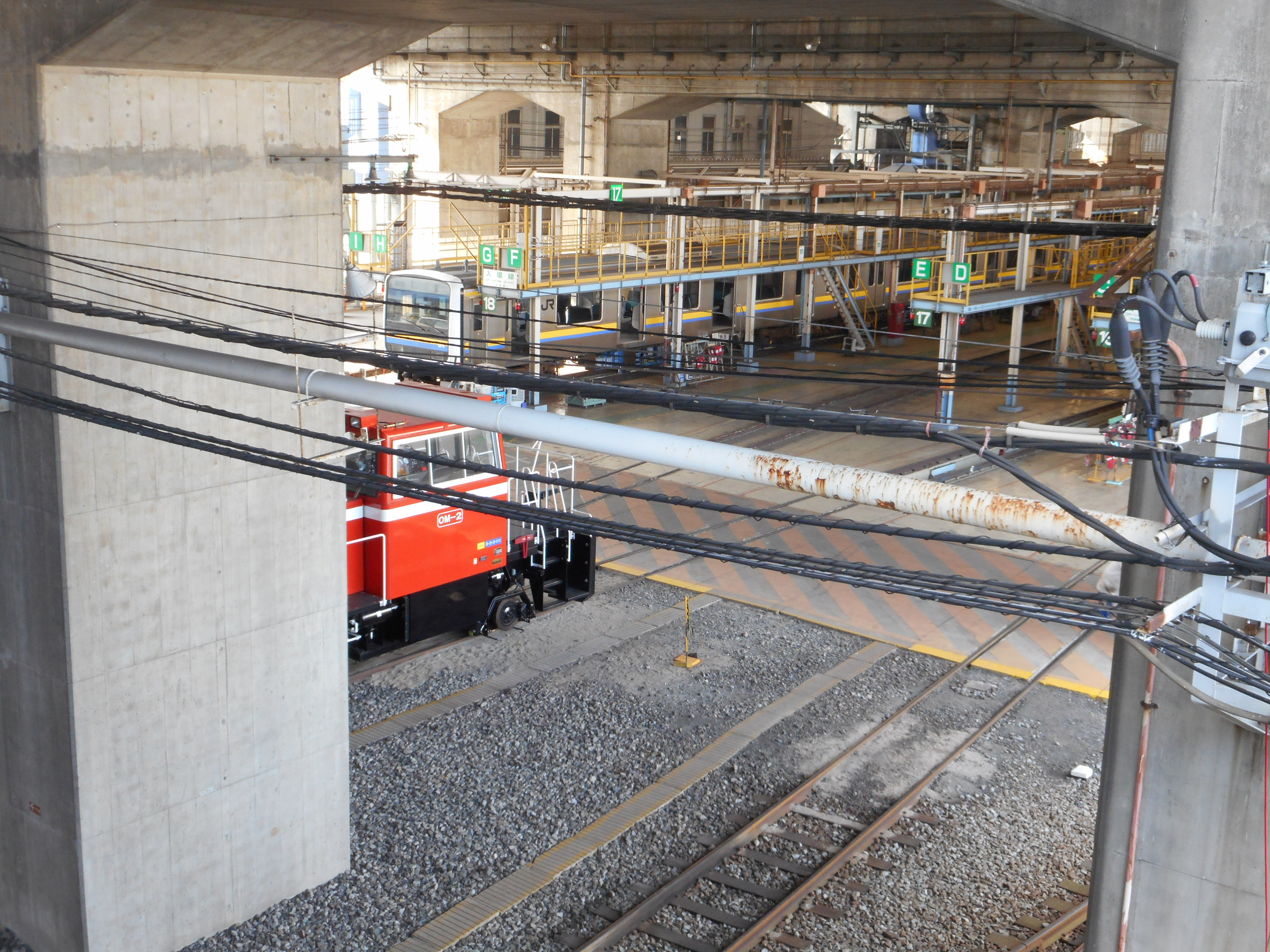
入場線
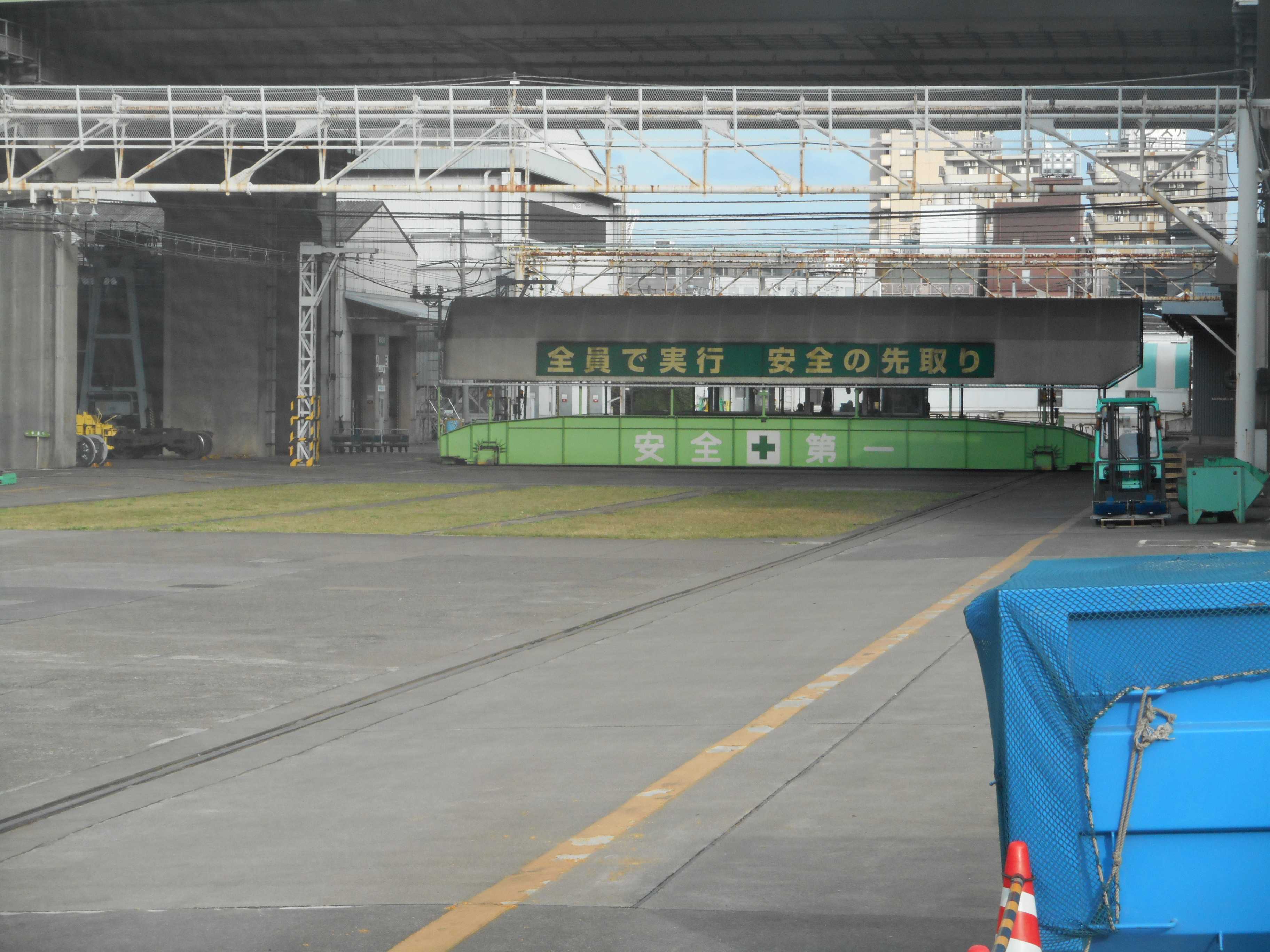
中央トラバーサー
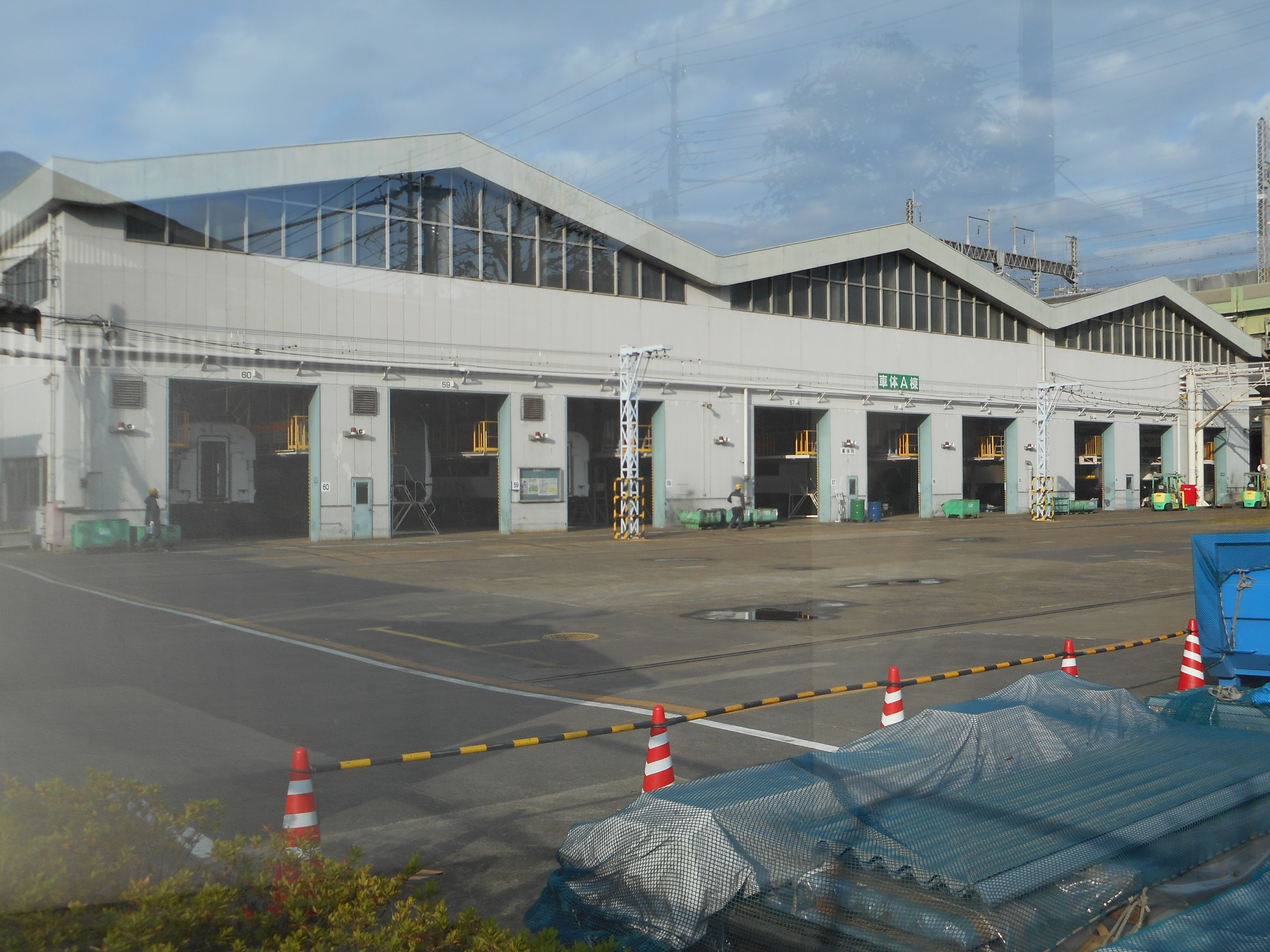
車体A棟
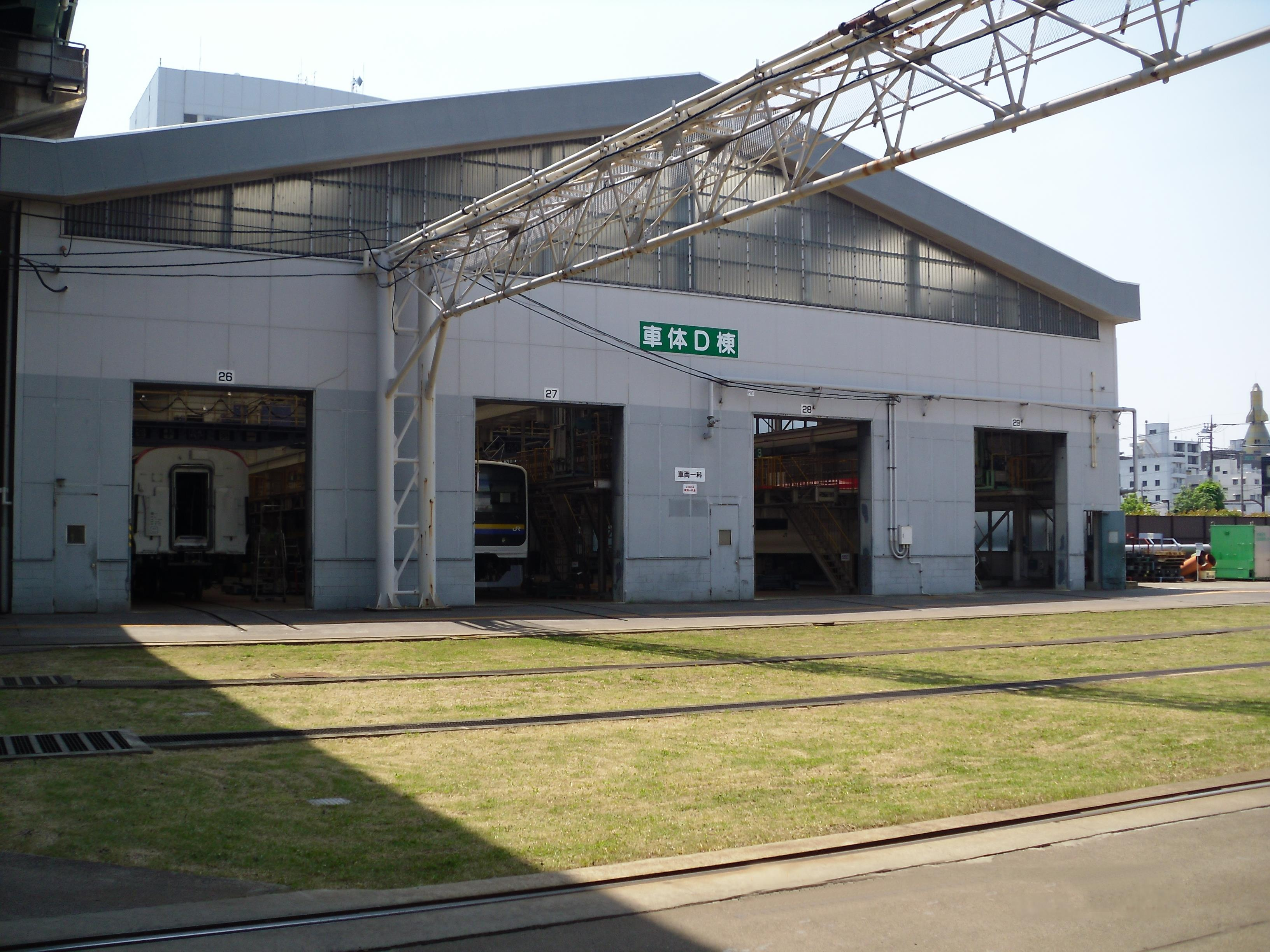
車体D棟
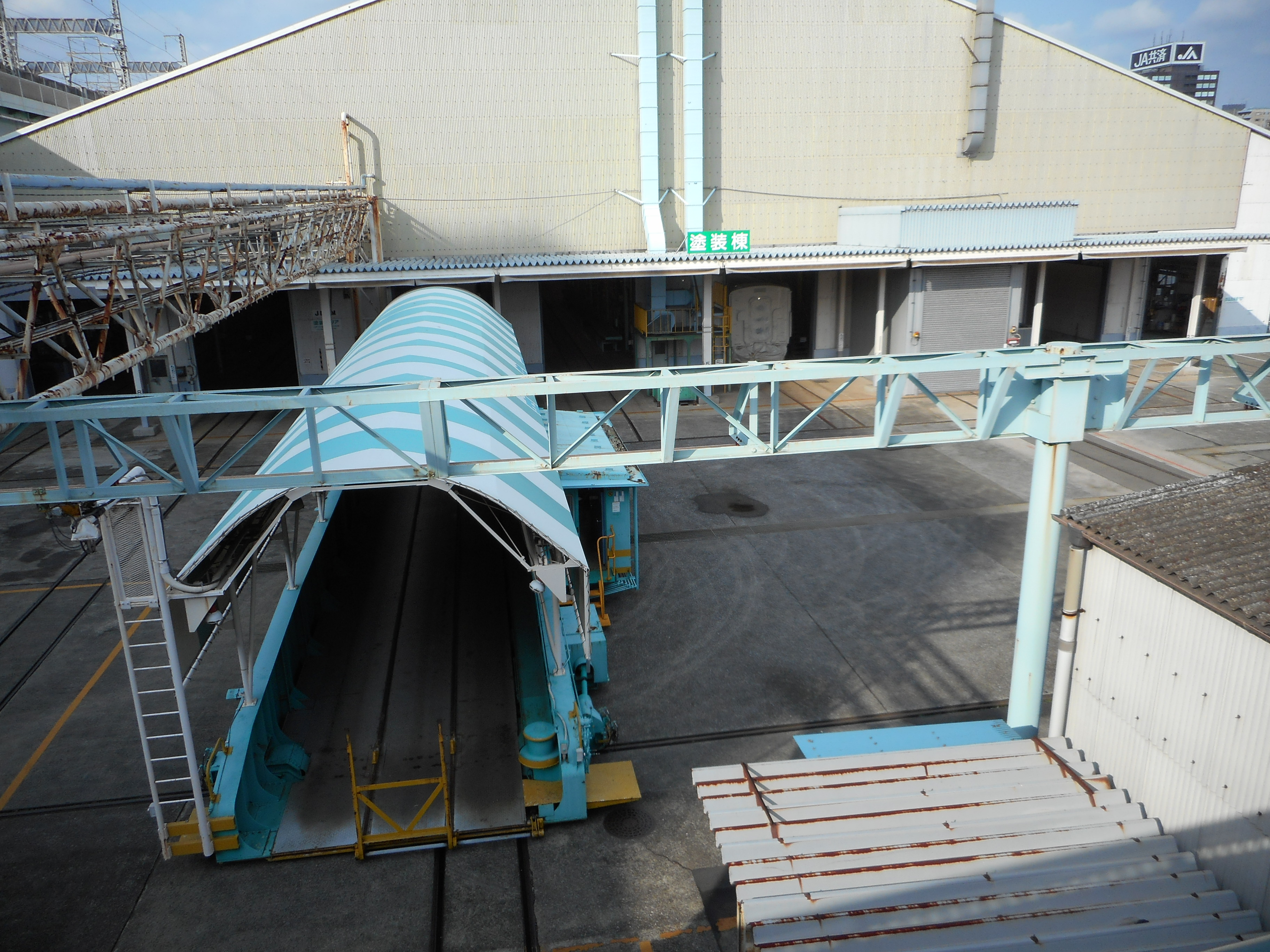
南トラバーサー
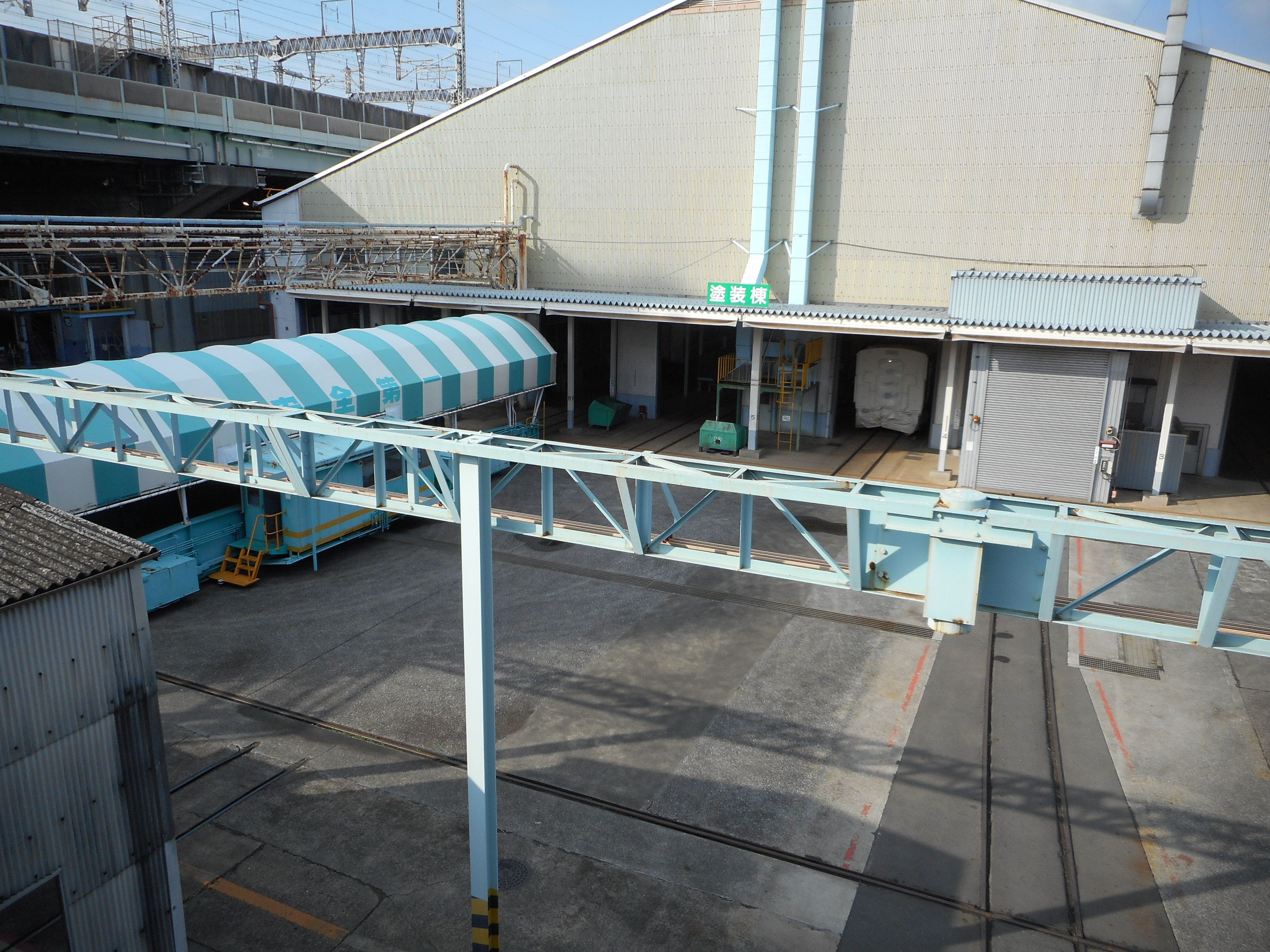
塗装棟
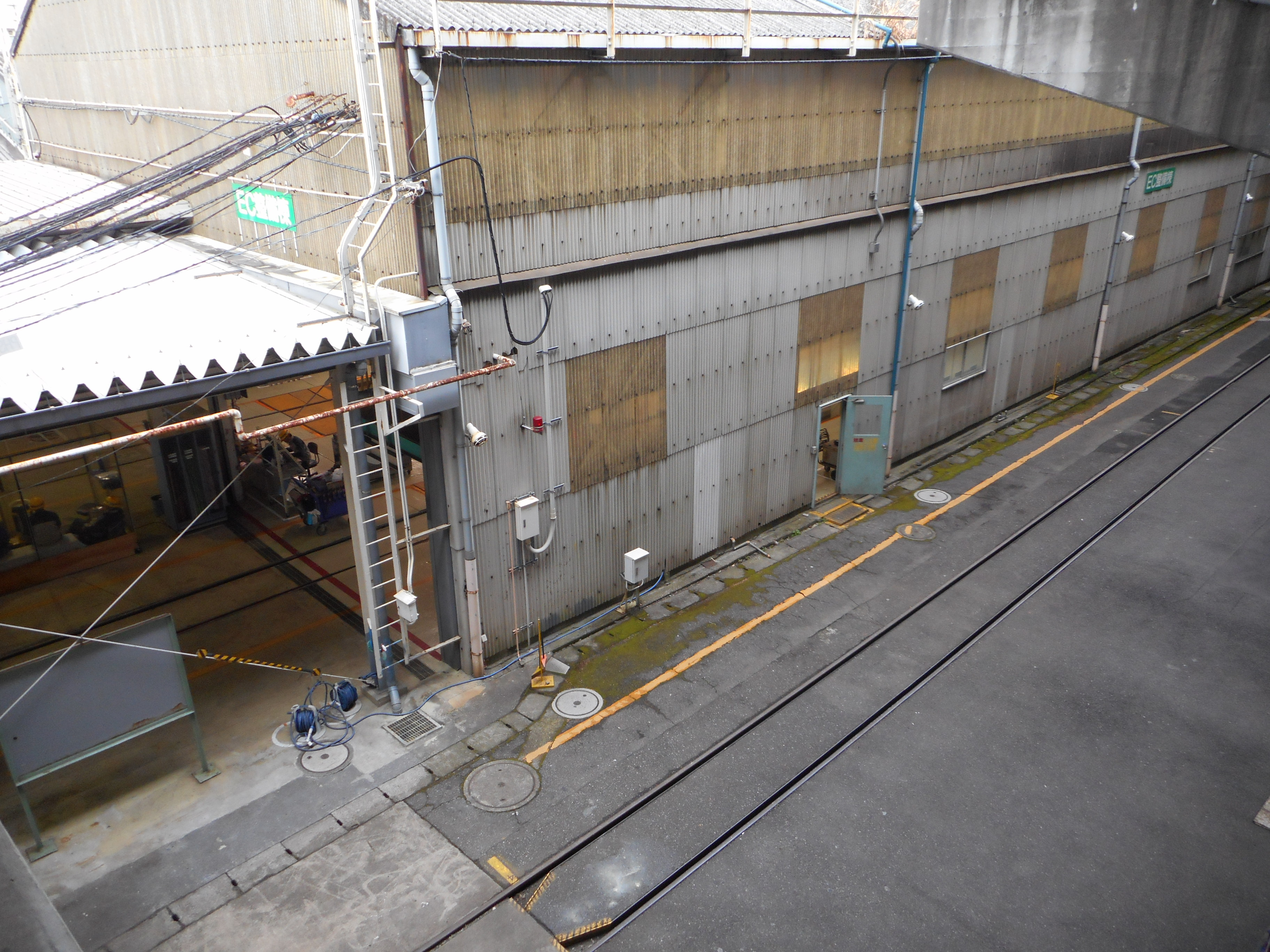
EC整備棟
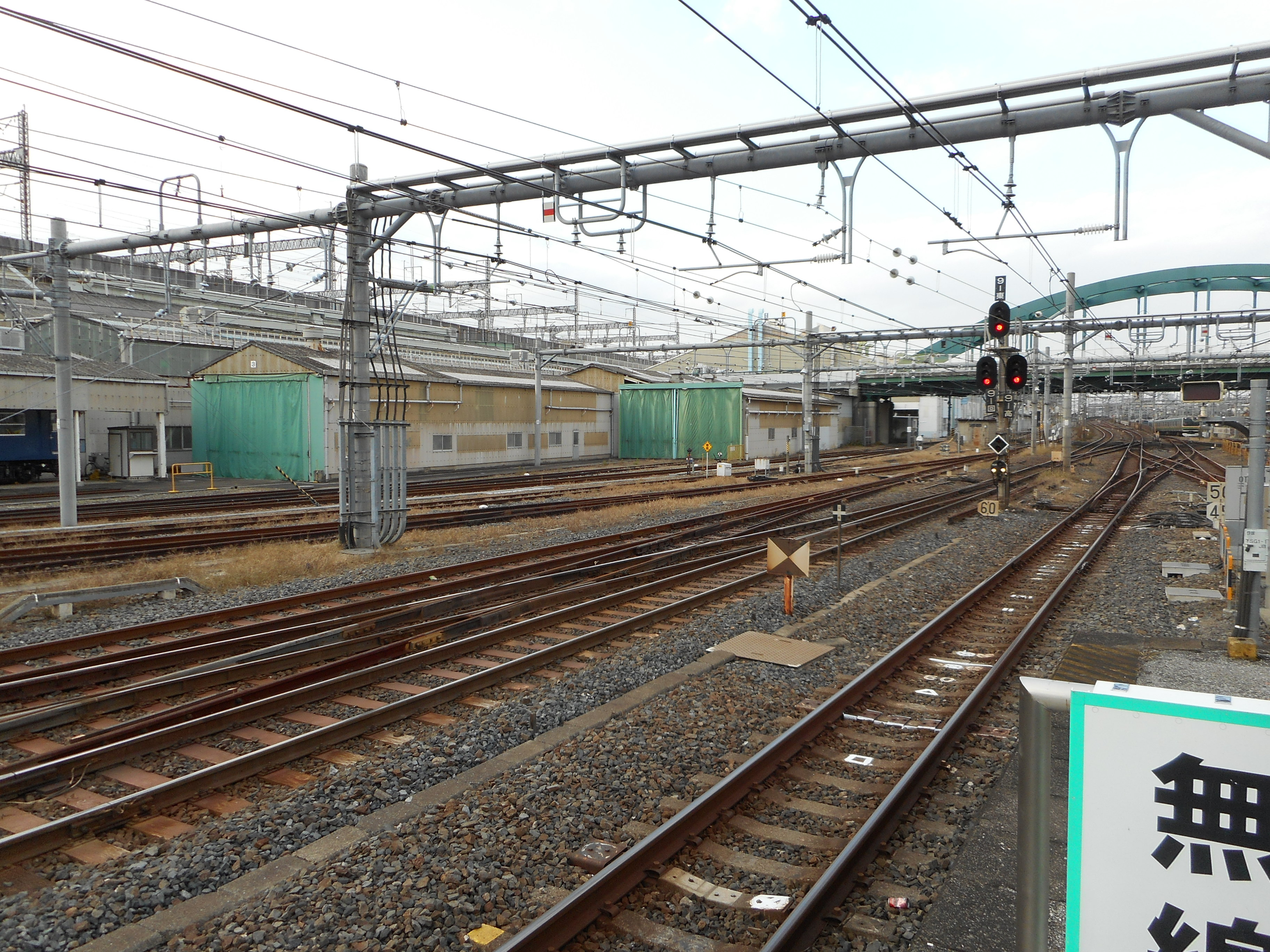
車体E棟
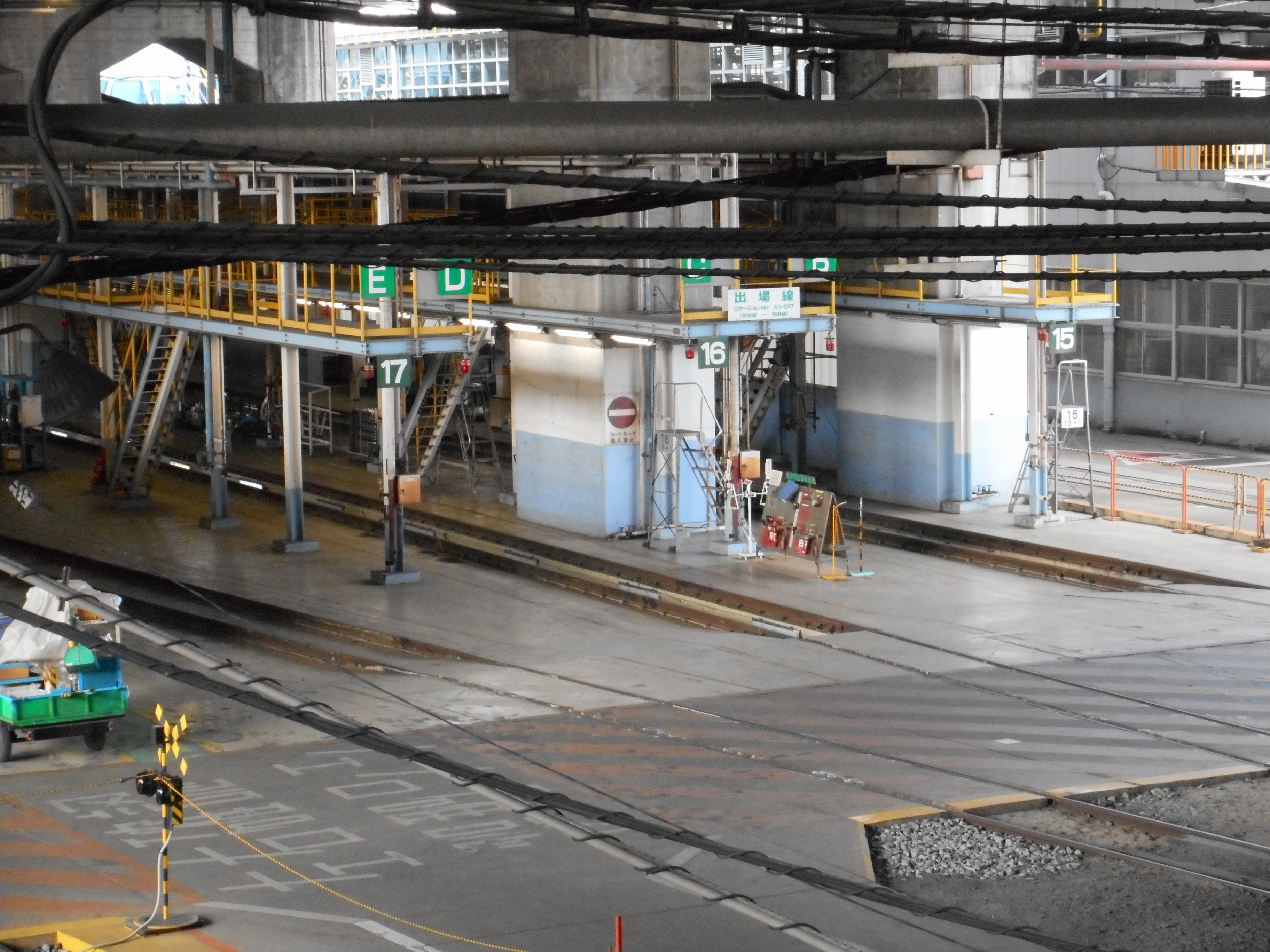
出場線

### 外周部
2007年10月14日の鉄道博物館オープンに合わせて、徒歩で博物館へ向かう利用者などに向けて、大宮駅から鉄道博物館への徒歩のルート上にある道路（通称・工機部前通り）に面したセンター本所外周西側の沿道整備を行った。沿道には、3か所のRAILWAY GARDEN PROMENADE（レールウェイガーデンプロムナード、以下「R.G.P.」）を設置している。3か所のR.G.P.のうち、1か所はセンター本所内の施設を見学できるエリアにあり、2か所には車両が保存されている。また、外壁にJR東日本の保有車両の写真と解説パネルを展示している（下の画像を参照）。なお、保存車両の詳細は後述の保存車両の項を参照。

3か所のR.G.P.と外壁のJR東日本の保有車両の写真と解説パネル
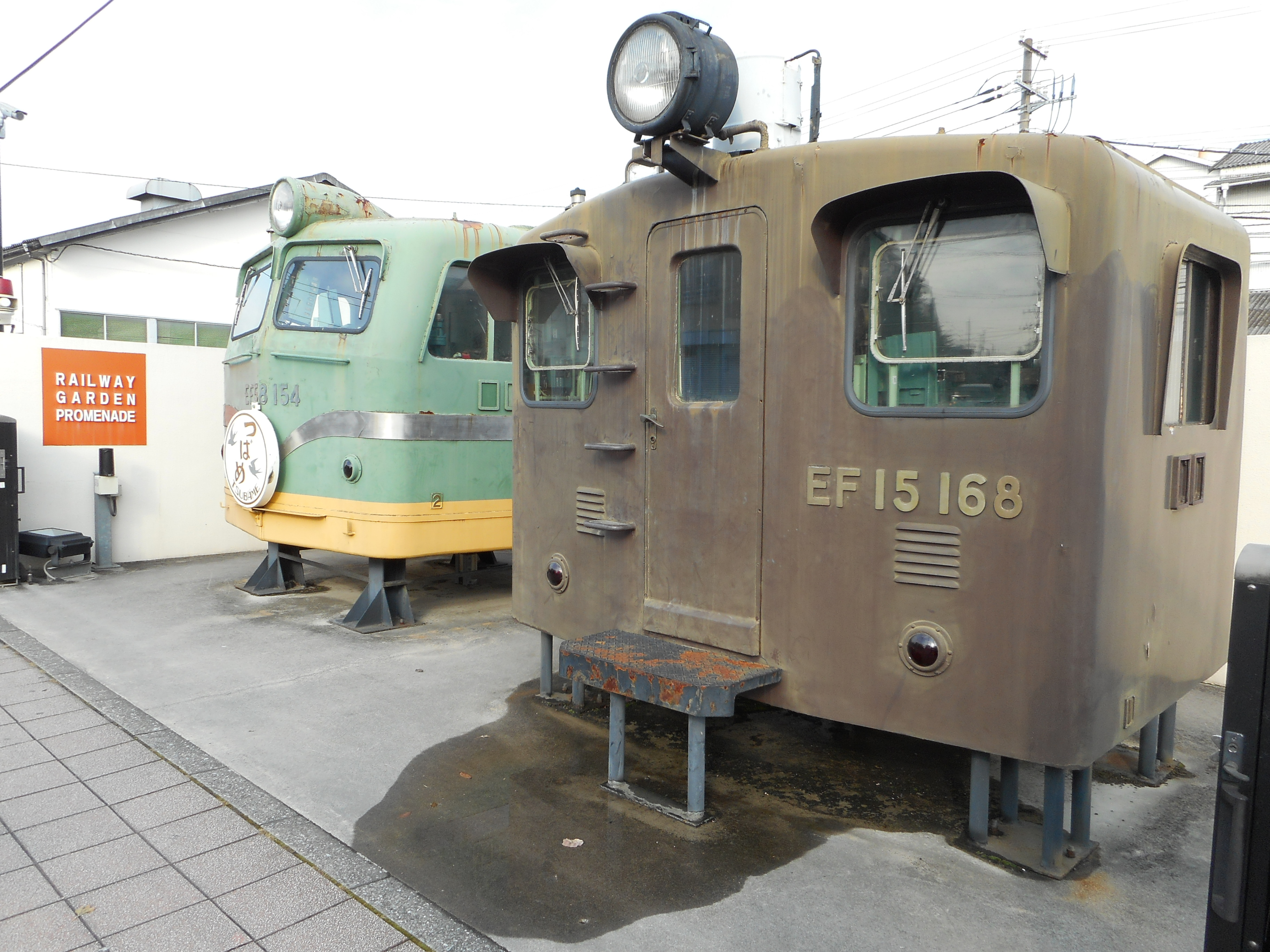
北側R.G.P.：ECカットB2台
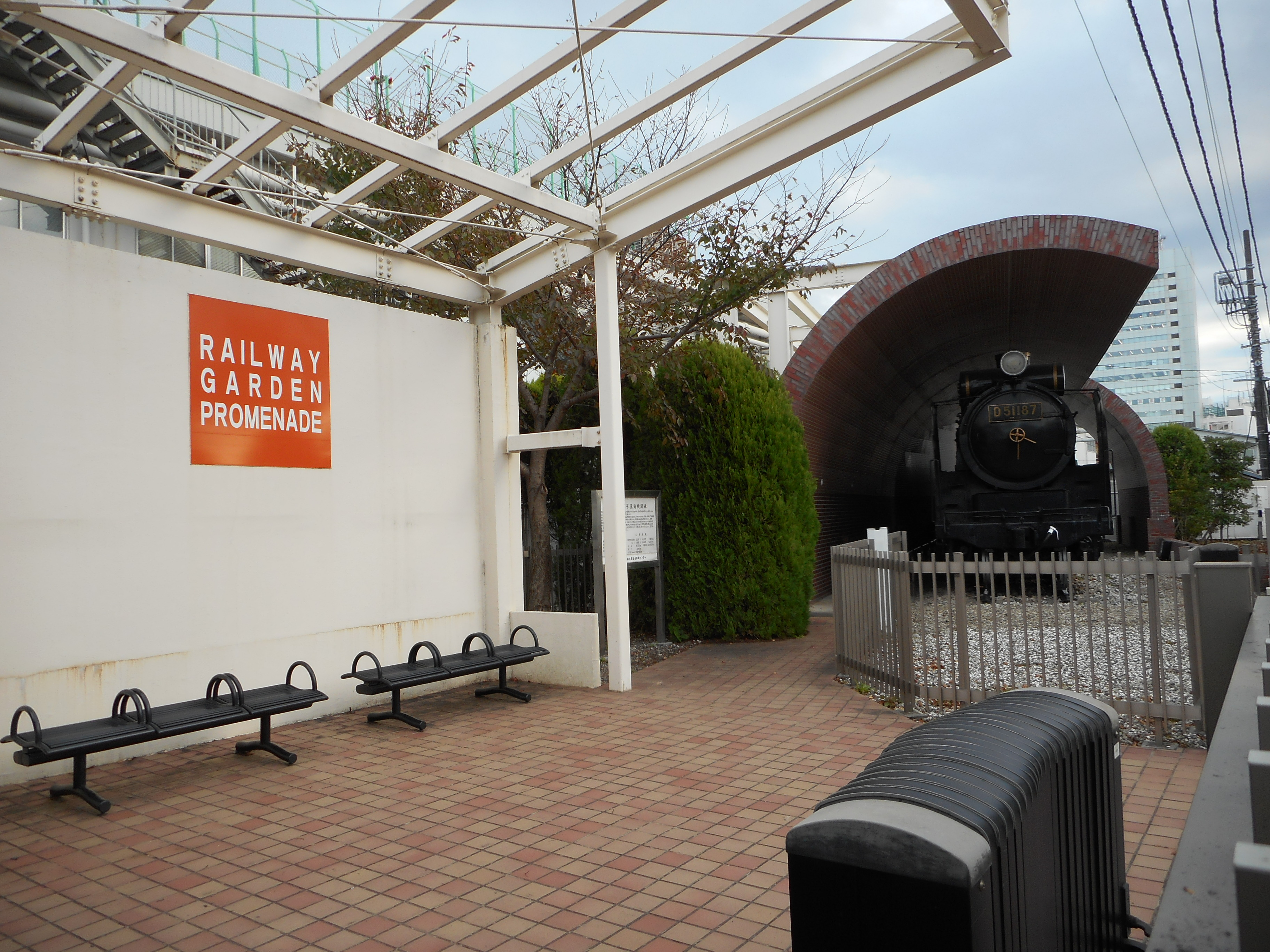
中央R.G.P.：D51 187展示
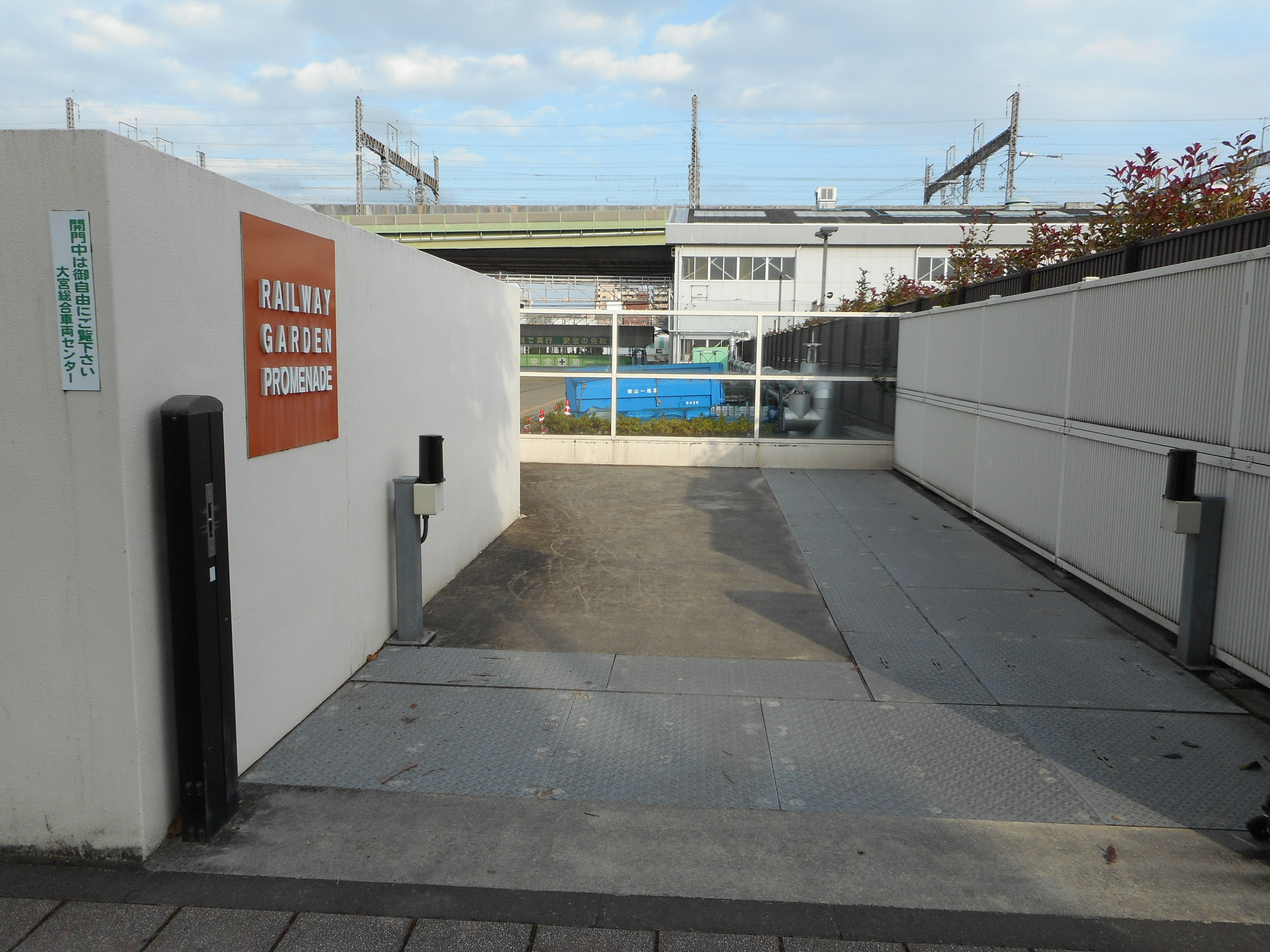
南側R.G.P.：設備展望エリア
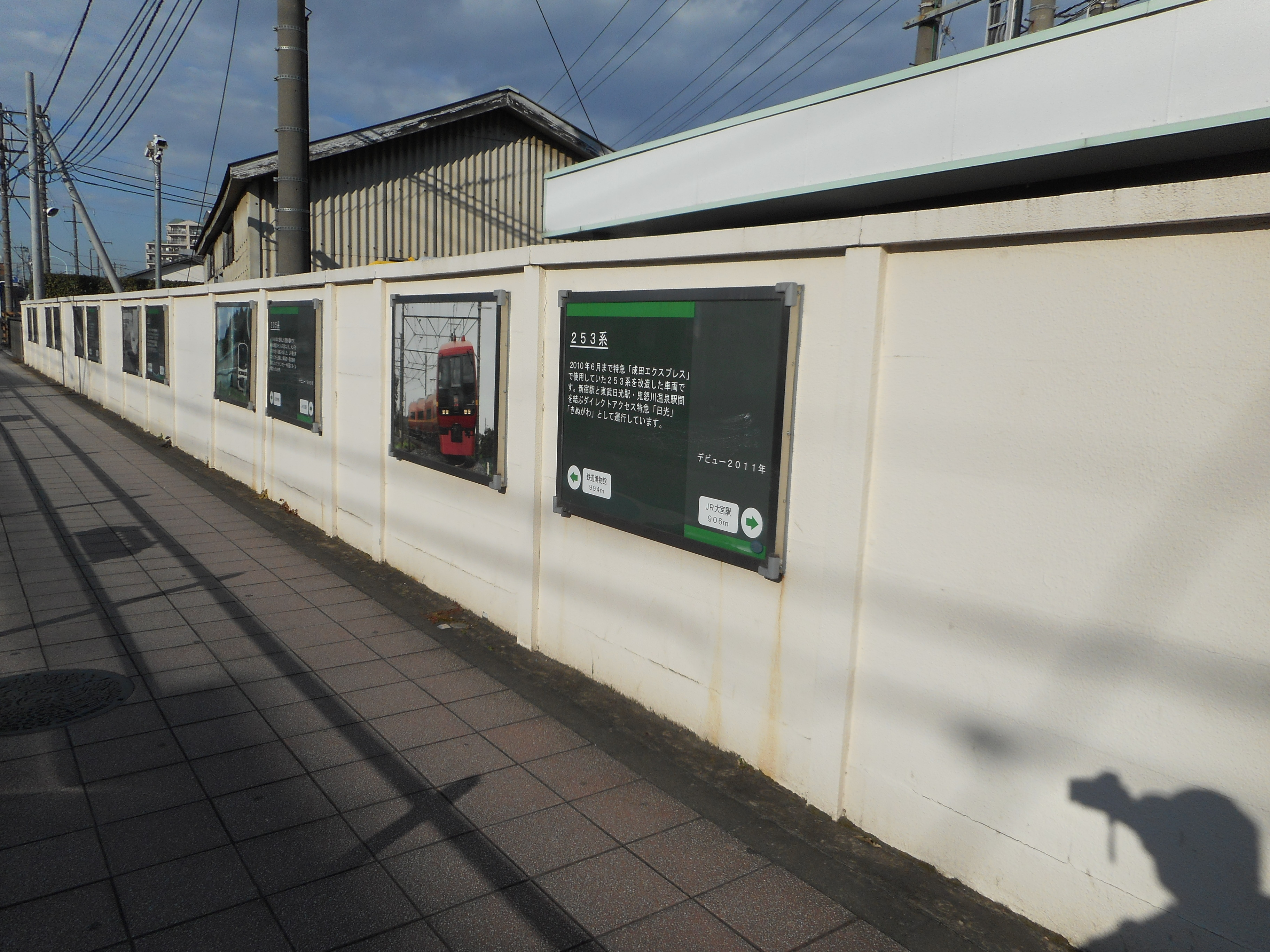
センター本所外周：写真と解説パネル群
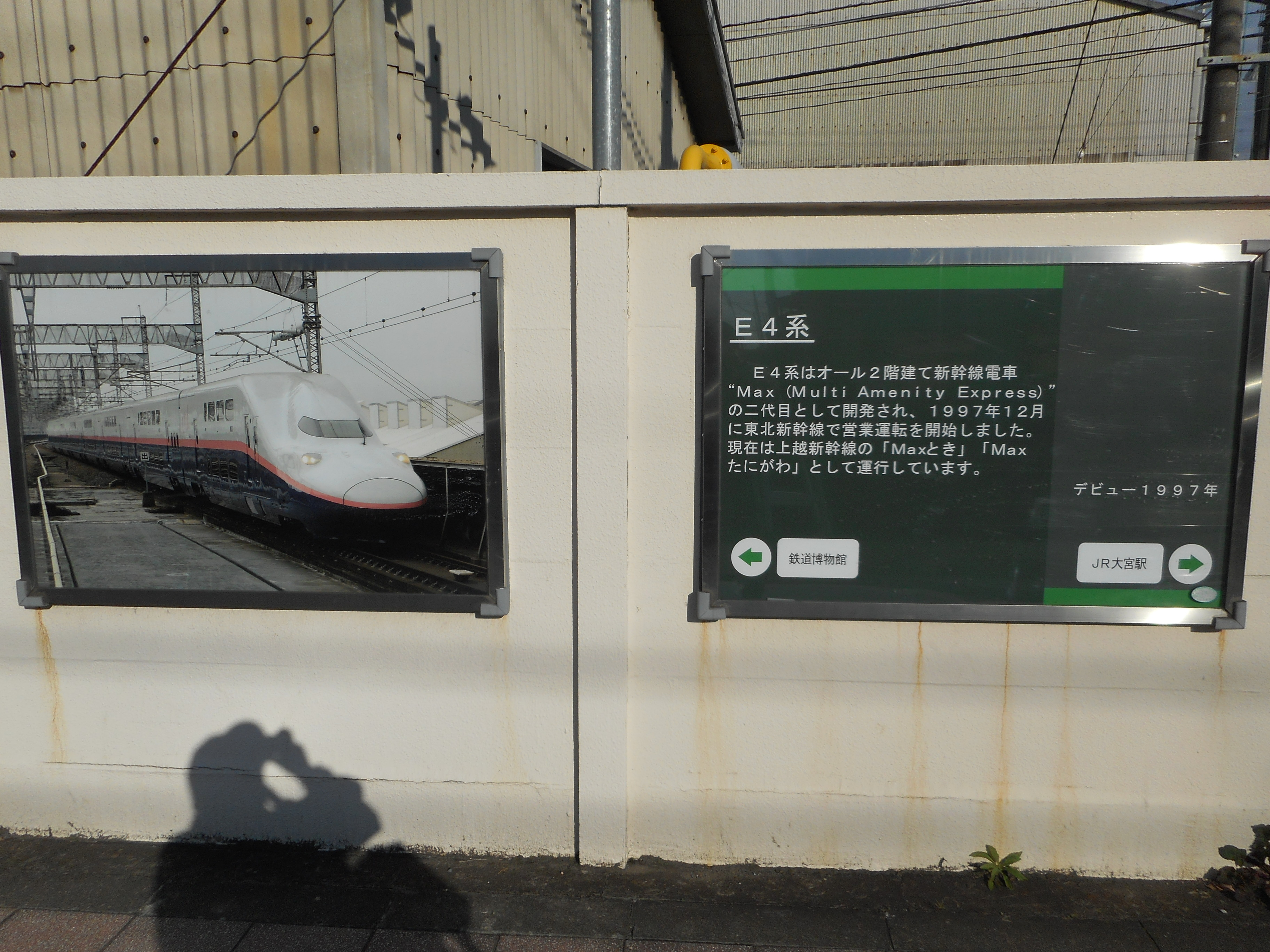
E4系新幹線電車の写真と解説パネル

## 歴史
1894年（明治27年）、大規模な車両の点検整備や建造のための自社工場を持っていなかった日本鉄道が、上野 - 青森間の全通を機に自社工場の必要性が高まったことからに現在の場所に工場を設置した。工場開設当初は客車や貨車の修繕・補修を主な業務とし、蒸気機関車も製造された。国有化後は、蒸気・電気機関車の検査・修繕を主力に、蒸気・電気機関車や客車の製造も行い、昭和初期よりディーゼル機関車および気動車の製造を行い、1950年（昭和25年）からは電車の検査・修繕を開始した。1957年（昭和32年）には交流電気機関車ED45 1の修繕も行った。戦後の電化の進展により、1968年（昭和43年）10月までに70年に渡る蒸気機関車修繕は一度幕を閉じた。しかし、その修繕の経験と歴史が「SL魂」として検修関係者に引き継がれ、他の車種の修繕技術向上に役立ち、現在にも生きている。民営化後も電車などの製造も行ったが、車両製造は車両メーカーに、車両解体業務は自社他の車両工場に譲った。現名称への改称後は電車の検査や修繕を主力に、改造業務や「SL魂」を活かしたSL復元工事と検査・修繕を行っている。

### 日本鉄道時代
- 1894年（明治27年）
  - 3月29日 - 上野駅構内にあった車両修繕工場を移転すべく[11]、大宮駅北のスペースに工場の建設を決定。当時の広さは127,144m2[12][2]。
  - 10月20日 - 日本鉄道業務部汽車課として設立され、12月10日に操業開始[12]。
- 1896年（明治29年）9月1日 - 汽車課から独立、大宮工場に改称する[12]。
- 1899年（明治32年）5月3日 - 盛岡工場（現在は廃止）を分工場とする[2]。
- 1901年（明治34年） - 本工場初の新製蒸気機関車Obt2/4形（機関車番号は3（2代目）[13][14]、のちの国鉄5270形）落成。
- 1904年（明治37年） - C形タンク機関車O3/3形（機関車番号は401 - 406[15][14]、のちの国鉄1040形）落成。

### 鉄道院（鉄道省）・国鉄時代
- 1906年（明治39年）11月1日 - 鉄道国有法により日本鉄道が買収・国有化され、官設鉄道に移管。逓信省鉄道作業局の所管となる。
- 1907年（明治40年）4月1日 - 帝国鉄道庁の所管となる[W 1]。
- 1908年（明治41年）12月5日 - 鉄道院の所管となる。
- 1919年（大正8年）6月 - アプト式電気機関車10020形（ED40形電気機関車）10020号機落成[16]。これより、1923年（大正12年）まで製造[W 2]。
- 1920年（大正9年）5月15日 - 鉄道省の所管となる。
- 1923年（大正12年）- 鉄道参考品陳列所を開設[17][18][19]。
- 1931年（昭和6年）12月 - 皇室用客車供奉車340号製造。
- 1932年（昭和7年）3月 - 皇室用客車供奉車344号製造。
- 1938年（昭和13年） - 当工場製造第1号D51形蒸気機関車（D51 187）が落成。これより、1942年（昭和17年）まで製造[W 3]。
- 1942年（昭和17年）9月1日 - 大宮工機部に改称する。
- 1943年（昭和18年）11月1日 - 運輸通信省の所管となる。
- 1945年（昭和20年）5月19日 - 運輸省の所管となる。
- 1949年（昭和24年）6月1日 - 日本国有鉄道の所管となる。
- 1950年（昭和25年）8月1日 - 大宮工場に改称する。
- 1957年（昭和32年） - 交流電気機関車ED45 1解体修繕施工。
- 1960年（昭和35年） - DD13形ディーゼル機関車検修開始。
- 1962年（昭和37年） - 内燃機職場設置。これより、自前でディーゼル機関車および気動車のエンジンの検修開始。
- 1968年（昭和43年）10月 - 現役蒸気機関車 (D51 507) の最後の全般検査終了。
- 1972年（昭和47年）
  - 鉄道100周年を記念して、正門横に大宮工場新製蒸気機関車第1号のD51 187を展示。
  - 3月 - ガスタービン試作気動車キハ391-1が落成。
- 1973年（昭和48年） - 新小岩工場および橋本工場を吸収合併し、それぞれを大宮工場新小岩車両センター・大宮工場橋本車両センターと改称[20][注 7]。小山電車区所属の115系電車検修開始。
- 1978年（昭和53年） - 機関車職場、機関車臨改場改築。
- 1981年（昭和56年） - 機関車職場、ディーゼル機関車整備所改築。
- 1983年（昭和58年）8月17日 - 14系客車を改造した「サロンエクスプレス東京」が落成。国鉄初のジョイフルトレインとして話題を呼ぶ。
- 1984年（昭和59年）3月 - 橋本車両センターを閉鎖[21]。
- 1985年（昭和60年）
  - 新小岩車両センターを大宮工場新小岩貨車職場に改称[22]。
  - 6月 - 交通博物館（現在は廃止）と共同でリニアモーターカー「MLU001」の磁気浮上走行模型を製作する。1986年にバンクーバー国際交通博覧会に出展された後、1987年に交通博物館で展示される。
- 1986年（昭和61年） - 職場再編成により、機関車職場に電機・鉄工・機械・工機・塗装の各職場の一部を統合。青函トンネル専用機ED79形電気機関車（ED75形700番台を改造）が落成。

### 民営 (JR) 化後
- 1987年（昭和62年）4月1日 - 国鉄分割民営化により、東日本旅客鉄道に継承される。機関車部門および大宮工場新小岩貨車職場は日本貨物鉄道が継承し、大宮車両所、新小岩車両所（現：川崎車両所）がそれぞれ発足する。
- 1988年（昭和63年）
  - 107系電車が落成。
  - 11月25日 - D51 498の動態復元完成。
  - 12月26日 - C58 363の動態復元完成。
- 1991年（平成3年） - 組織改正により、現在の8科体制となる。
- 1993年（平成5年）
  - 生産管理システムが稼動を開始する。
  - 11月17日 - C12 66の動態復元完成。
- 1994年（平成6年）
  - 485系お座敷列車「宴」が落成。
  - 10月9日・10月10日 - 「鉄道の日」制定記念のプレイベントとして「新旧つばめの出合うとき」を開催。梅小路蒸気機関車館（現：京都鉄道博物館）からC62 2が、高崎運転所からEF55 1が、JR九州から787系が一堂に会した。
  - 11月12日・11月13日 - 大宮工場開設100周年のイベント「JRおおみやイベント 大宮工場100周年」を開催。
- 1996年（平成8年） - 気動車の検修終了。同年以降は郡山工場（現：郡山総合車両センター）の担当となる[注 8]。
- 1997年（平成9年） - 485系お座敷列車「華」、14系和式客車「ゆとり」が落成。碓氷峠最後のEF63形が全検出場。
- 1998年（平成10年）9月29日 - C11 325の動態復元完成[注 9]。
- 1999年（平成11年）
  - 彩の国指定工場に指定される。台車・輪軸技術センターが発足する。
  - 3月25日 - C57 180の動態復元完成。
  - 4月8日 - E26系（カハフE26-1）が落成。
  - 6月25日 - ISO 9001認証取得[23]。
- 2000年（平成12年）
  - 2月25日 - E26系の予備電源車カヤ27-501が落成。
  - 10月28日 - 「JRおおみや鉄道ふれあいフェア」に、JR九州より885系が展示される。
- 2001年（平成13年） - 485系お座敷列車「せせらぎ」が落成。大宮工場ホームページ運営開始[注 10]。車両設計資料室開設。大宮支社設立。新幹線車両プロジェクト設立。
- 2003年（平成15年） - 189系「彩野」と八高線・川越線用205系改造車4両編成2本が落成。

### 現名称への変更後
- 2004年（平成16年）6月1日 - 大宮総合車両センターに改称する[3]。
- 2006年（平成18年）
  - 鉄道博物館建設に伴い、廃車車両解体業務を長野総合車両センターへ移管。
  - 2月9日 - 鎌倉総合車両センター深沢地区が廃止されたため、一部業務を引き継ぐ。
  - 3月18日 - 東大宮操車場構内に車両検査科所属の東大宮センター新設。
- 2011年（平成23年）3月31日 - C61 20の動態復元完成。
- 2012年（平成24年）10月 - 社内の車両検修社員を主体とする人財育成の場として「大宮グローアップスクエア」がオープン。
- 2014年（平成26年）12月12日 - C58 239の動態復元完成。
- 2016年（平成28年）11月4日 - 小田急4000形を千代田線・常磐線のホームドア関連及びATO運転に対応させるための改造工事を担当[24]。

## 整備済み車両に記される略号

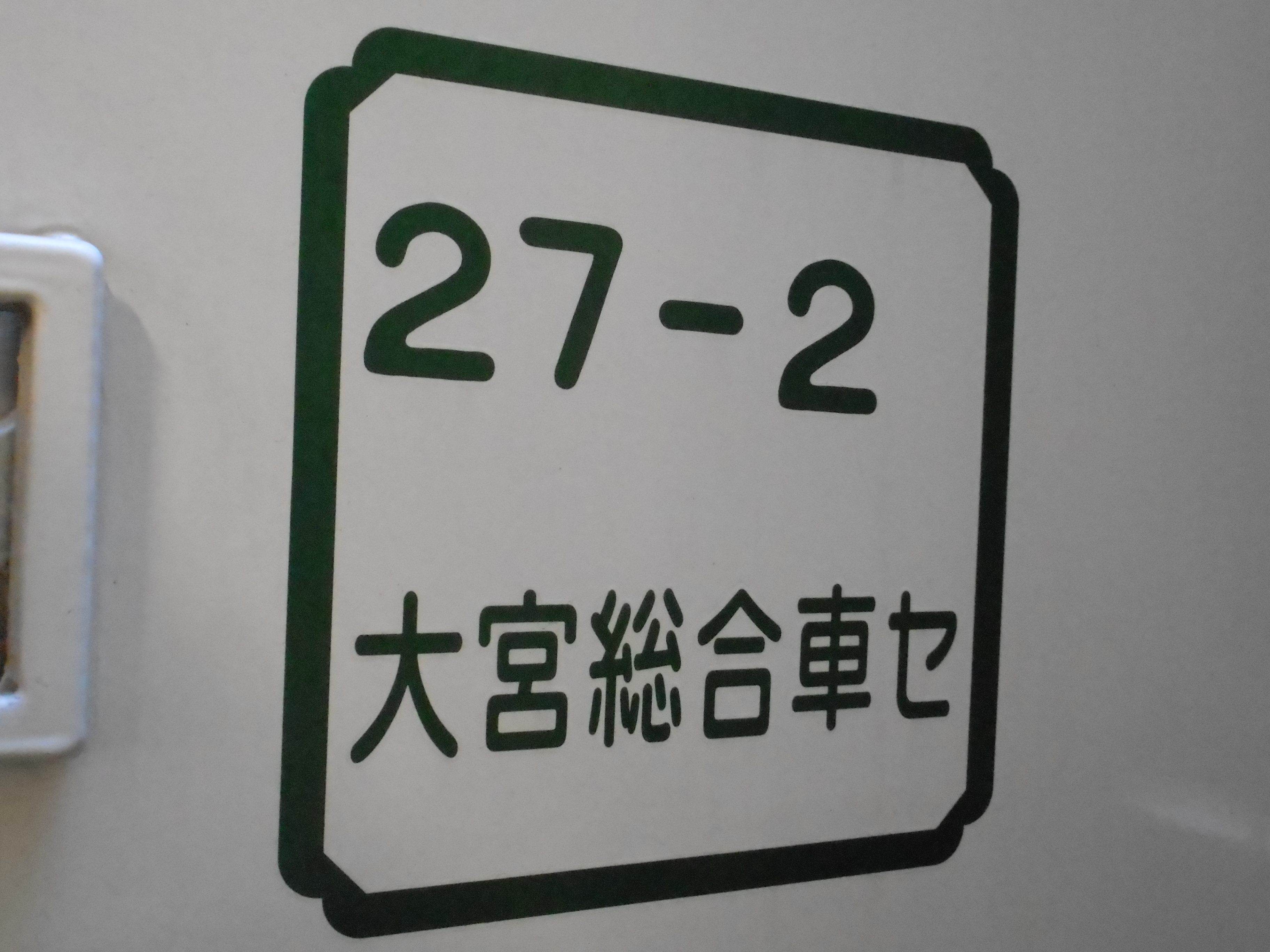
完了年月付き検査完了票

- 「大宮総合車セ」（改称前は「大宮工」）または「OM」

略号に加え、検査完了の日付（年月）が書き加えられる。

## 組織体系
センターの組織には、所長以下、計画部門の部署が総務科、生産管理科（計画・工程管理・外注などの担当）、品質管理科（事故防止・保全指導など）、技術科（技術開発・教育・改造など）の4科、現場の施工部門の部署が車両検査科（出場検査・構内入換、東大宮センター、構内試運転などの担当）、車体一科（台車・輪軸など）、車体二科（車体・改造業務など）、車体三科（電気機器・空制機器）の4科あり、計8科体制で組織されている。技術科の下には台車・輪軸技術センターが属している。

### 東大宮センター
1969年4月に尾久客車区東大宮派出所として新設された東大宮操車場を前身に持つ車両基地で、分割民営化後、2001年4月の大宮支社発足に伴い小山電車区の下部組織となり、同電車区東大宮派出所となった。その後、組織改編に伴い小山車両センター東大宮派出所へ改称。2006年3月の組織変更で大宮総合車両センターの下部組織とされ、車両検査科管轄の東大宮センターに改称された。

## 業務内容
| センター本所の業務（台車検査・モーター検査） |  | センター本所の業務（台車検査・モーター検査） |
| センター本所の業務（台車検査・モーター検査） |  |                                              |

2020年時点のセンター本所の業務は、大宮支社・高崎支社などの新系列（255系やE259系など）および従来系列車両（211系や185系など）の検査・修繕、改造、作業後の試運転、蒸気機関車の車体復元など。2006年3月に鎌倉総合車両所（現：鎌倉車両センター）の工場機能が廃止されたことに伴い、首都圏の特急車両のメンテナンスが当センターへ移管されたため、多様な車両を取り扱う。
日本鉄道時代および国鉄時代は、検査・修繕は蒸気機関車や電気機関車を主力に、ディーゼル機関車、客車、気動車も担当していた。その中で車両製造も行われ、国産初の電気機関車ED40形やD51形蒸気機関車、客車を製造した。気動車では、特急「はつかり」に運用されたキハ81系の緊急改造工事などを担当、キハ181系の検修、工場の技術レベルの粋を集めたガスタービン試作気動車キハ391-1の製造も行った。客車については、お座敷列車や「サロンエクスプレス東京」などのジョイフルトレインへの改造にも積極的に取り組んできた。また、車両解体業務も行っていた。
民営化後は、電車・気動車・客車の検修業務と車両解体業務を引き継ぎ、電車や客車も製造したが、車両製造はその後メーカー製造へ譲った。気動車は、相模線や八高線など周辺各線区の電化が進むにつれて数が減少したため、八高線八王子 - 高麗川間が電化された1996年をもって気動車の検修を終了し、以降は残る各線の検修業務を郡山工場（現：郡山総合車両センター）に移管した。客車も波動用車両やジョイフルトレインの廃車、寝台列車の縮小といった要因で減少したことで当センターでの担当客車は減少し、車両解体業務も長野総合車両センターに移管されたことにより、以前と比べると業務は電車の検査・修繕、改造などに特化されている。

### 検査・修繕（検査体系と周期）
センターでは「新保全体系」と「従来の保全体系」のもとで検査周期を設定し、これに沿って検査修繕を進めている。「新保全体系」の対象車両のうち、E231系以降の一般形電車とE257系以降の特急形電車は2019年7月1日から検査周期が延長されている。

#### 新保全体系
新系列電車のうち209系、253系、255系がこの周期で行う。
1. 指定保全：新製または前回の車体保全から60万km以内
2. 装置保全：新製または前回の車体保全から120万km以内
3. 指定保全：新製または前回の車体保全から180万km以内
4. 車体保全：新製または前回の車体保全から240万km以内

2019年7月1日から、E231系、E257系、E259系、EV-E301系などは以下の周期で行う。
1. 指定保全：新製または前回の車体保全から80万km以内
2. 装置保全：新製または前回の車体保全から160万km以内
3. 車体保全：新製または前回の車体保全から320万km以内

#### 従来の保全体系
電車、蒸気機関車、客車3車種別々の周期となる。
- 211系などの電車

1. 重要部検査（要検）：前回の全検から48か月または60万kmごと（205系など）および48か月または40万kmごと（185系など）
2. 全般検査（全検）：上記の要検から48か月または前回の全検から96か月ごと

- 蒸気機関車

1. 中間検査 (B) ：前回の全検から24か月ごと
2. 全般検査：上記の中間検査 (B) から24か月または前回の全検から48か月ごと

- 客車は全検のみで、前回の全検から72か月または80万kmごと

### 検査担当地域
当センターにおける検査担当地域を各支社別に示す。

#### 電車
大宮支社
- 大宮総合車両センター東大宮センター：185系、253系1000番台、E257系2000番台・2500番台・5000番台・5500番台
- 小山車両センター：E231系（一時的）、EV-E301系
- 川越車両センター：209系3500番台[W 4]、E231系3000番台（一時的）

八王子支社
- 豊田車両センター：E233系0番台（一時的）
- 三鷹車両センター：E231系500番台（一時的）

横浜支社
- 鎌倉車両センター：E259系
  - 中原支所：205系1000番台
- 国府津車両センター：E231系1000番台（一時的）

千葉支社
- 幕張車両センター：209系2000番台・2100番台[W 4]、255系、E257系500番台
- 京葉車両センター：E231系0番台・900番台（武蔵野線運用）（一時的）

高崎支社
- 高崎車両センター：211系

#### 客車
東京支社
- 尾久車両センター：E26系

他社からの委託
- 真岡鐵道[30]：50系

#### 蒸気機関車
高崎支社
- ぐんま車両センター：D51 498、C61 20

新潟支社
- 新津運輸区：C57 180

盛岡支社
- 盛岡車両センター：C58 239 [W 5][W 6]

他社からの委託
- 秩父鉄道：C58 363[W 7][W 8]（2020年度より炭水車の車輪整備のみ弘南鉄道が受託[W 9]）
- 真岡鐵道：C12 66[W 10][W 11]

### 過去の検査担当形式
蒸気機関車
- C11 325[W 12][W 13]
  - 2020年真岡鐵道から東武鉄道へ譲受されたため受託終了。

### 改造
| 転用改造中の車両（左から209系、205系）、右側：機器更新終了の車両（E231系） |  | 転用改造中の車両（左から209系、205系）、右側：機器更新終了の車両（E231系） |  | 転用改造中の車両（左から209系、205系）、右側：機器更新終了の車両（E231系） |
| 転用改造中の車両（左から209系、205系）、右側：機器更新終了の車両（E231系） |  |                                                                            |  |                                                                            |

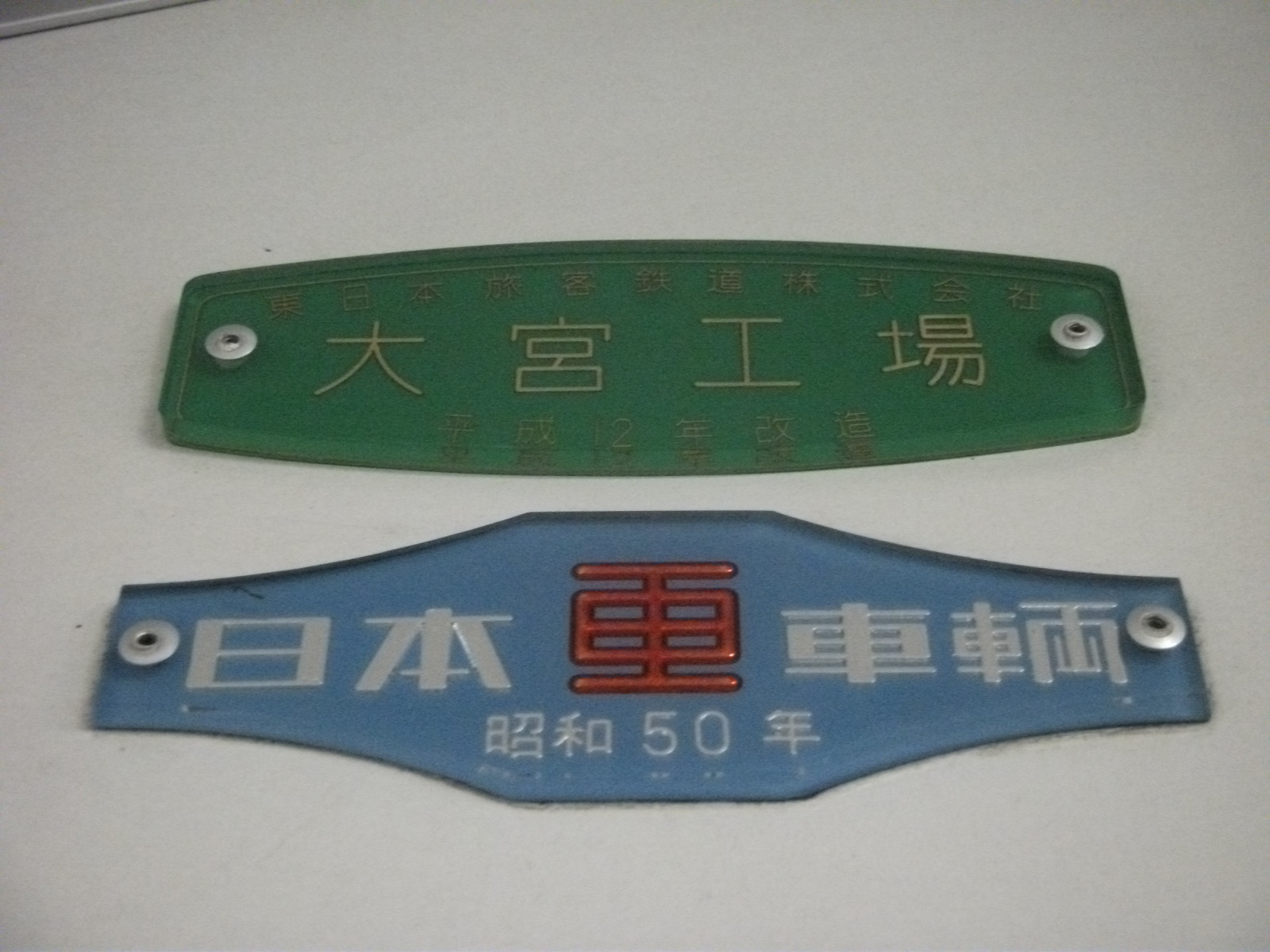
2000年に大宮工場（当時）で施工された国鉄115系電車改造時に付されたプレート

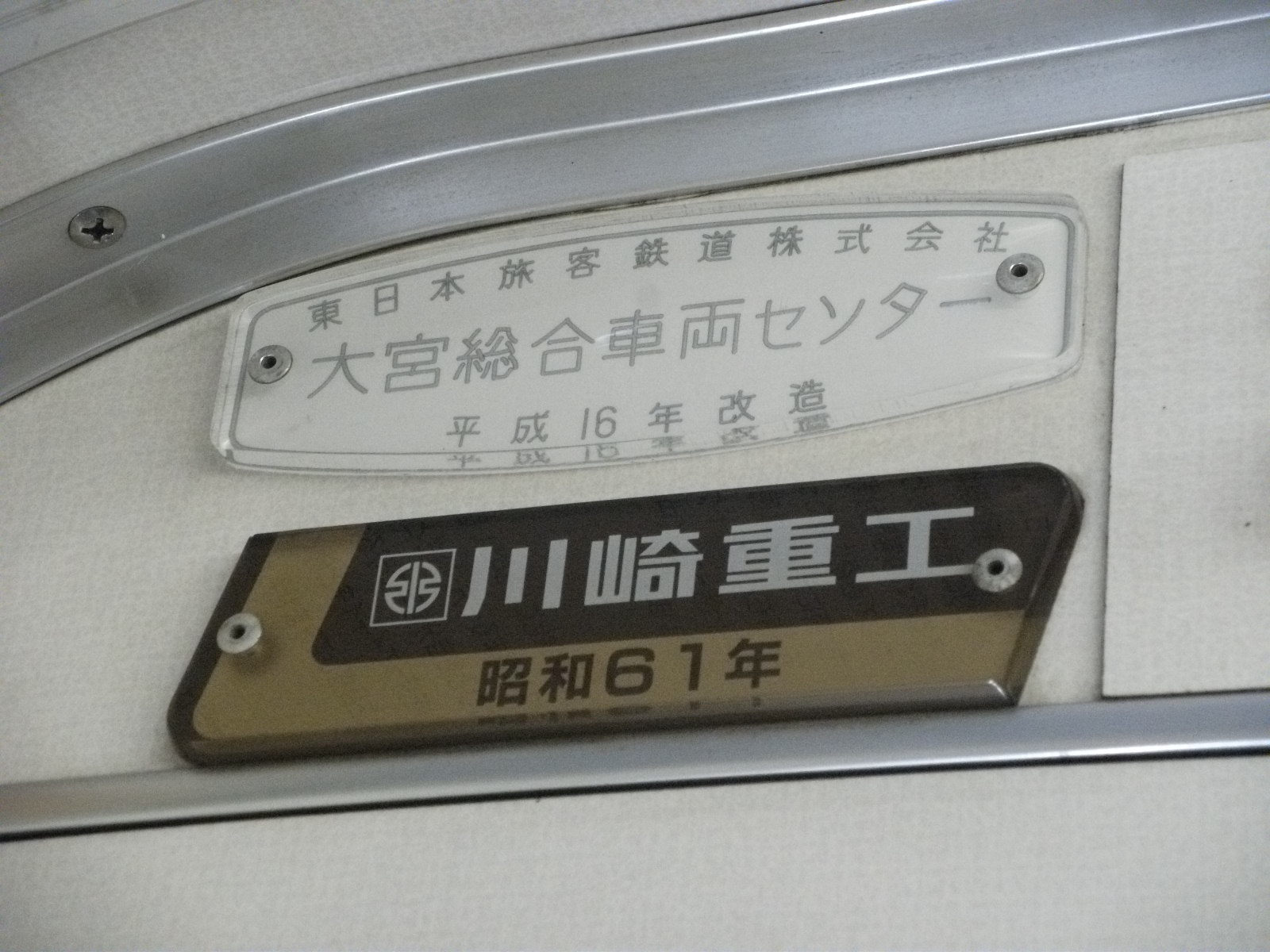
205系0番台→武蔵野線5000番台化改造時に付されたプレート

これまで各種の改造工事を実施してきたが、主な改造工事を下記に示す。
転用改造
- 205系0番台→川越線3000番台、武蔵野線5000番台化など。
- 209系→総武本線などの千葉方面向け改造など。
- 211系→中央本線、篠ノ井線他長野方面各線向け、上越線、両毛線、吾妻線向けの砂マキ器取り付け、その他機器の改造など。
- 253系0番台→特急「日光」「きぬがわ」向け1000番台化など。
- E231系0番台→中央・総武各駅停車から武蔵野線向け改造など。

ジョイフルトレインへの改造
- 485系→お座敷電車「宴」「華」
- 12系→お座敷客車「なごやか」「新潟お座敷列車」「江戸」「やすらぎ」
- 14系→お座敷客車「ゆとり」、14系欧風客車「サロンエクスプレス東京」「スーパーエクスプレスレインボー」など。
- 24系→寝台車「あさかぜ」「出雲」「北斗星」用グレードアップ工事、食堂車・ロビーカー改造工事。
- 209系（元南武線）→サイクルトレイン「BOSO BICYCLE BASE」再改造[W 14]。

機器更新（VVVF更新）・その他改造各種
- E231系（小山車両センター、国府津車両センター所属車）
- E233系0番台（トイレ設置、グリーン車組込準備改造）

小田急電鉄からの受託業務
- 小田急4000形→ホームドアセンサー、ATO装置取り付け、CBTC対応改造など[24][W 15]。

そのほかにもEB装置取付や先頭車改良型下部覆い取り付けなど多岐に渡る。

### 試運転
| 左：画面中央がセンター本所試運転線、中央と右：試運転線で試運転中の車両（左と中央は踏切から、右は高崎線の車窓から。いずれも大宮 - 宮原間）  |  | 左：画面中央がセンター本所試運転線、中央と右：試運転線で試運転中の車両（左と中央は踏切から、右は高崎線の車窓から。いずれも大宮 - 宮原間） |  | 左：画面中央がセンター本所試運転線、中央と右：試運転線で試運転中の車両（左と中央は踏切から、右は高崎線の車窓から。いずれも大宮 - 宮原間） |
| 左：画面中央がセンター本所試運転線、中央と右：試運転線で試運転中の車両 （左と中央は踏切から、右は高崎線の車窓から。いずれも大宮 - 宮原間） |  | |  | |

- 検査・修繕、改造、復元などの作業において、車体を組み立てた後、センター東側の試運転線にて、走行試験を行う。
- 試運転線は、工16番分岐（車体E棟、南トラバーサー東側） - 鉄道博物館横間まで設定されているが[注 13]、通常の試運転の起点は工27番分岐手前で[注 14]、そこから終点まで往復する[6]。

## その他エピソード

### 過去に製造した車両
日本鉄道時代から、鉄道省、国鉄、そして民営化以降も、自社内の車両製造を当工場で実施してきた。1994年10月以降は、1999年4月8日のカハフE26-1の新製を除き、自社での車両製造は新津車両製作所（現：総合車両製作所新津事業所）で行われている。下記に、車両製造した実績を示す。

#### 日本鉄道時代
- Obt2/4形蒸気機関車（機関車番号3（2代目）、のちの国鉄5270形蒸気機関車）
  - イギリス製テンダー機関車を見本に製造した2B形テンダー機関車、1両製造。
- O3/3形蒸気機関車（機関車番号は401 - 406、のちの国鉄1040形蒸気機関車）
  - イギリス製タンク機関車を見本に製造したC形タンク機関車、6両製造。

#### 鉄道院（鉄道省）・国鉄時代
| 当工場新製蒸気機関車第1号 D51 187 右：同機の解説看板 |  | 当工場新製蒸気機関車第1号 D51 187 右：同機の解説看板 |
| 当工場新製蒸気機関車第1号 D51 187 右：同機の解説看板 |  |                                                      |

- 10020形電気機関車（のちのED40形電気機関車）
  - 信越本線横川 - 軽井沢間（碓氷峠）用のアプト式電気機関車、14両製造。
  - この機関車が最初の国産電気機関車であり、当工場の技術躍進の象徴であった。
  - 保存機ED4010については、後述の過去に保存・留置された車両#鉄道博物館に展示されている車両の項を参照。
- D51形蒸気機関車
  - 単式2気筒で過熱式のテンダー機関車、31両製造。
  - 新製第1号である保存機D51 187については、後述の保存車両#R.G.P.（レールウェイガーデンプロムナード）の項を参照。
- 340形皇室用客車
  - 鋼製の丸屋根で、皇室が行幸する際に奉仕者乗車用の客車で、供奉車と呼ばれる。340号と344号の2両製造。
  - 340号車は、尾久車両センター所属で、現在は東京総合車両センター内の御料車庫に保管中。
  - 保存車両344号車については後述の保存車両#新幹線高架下の項を参照。
- スハ32系[33]・オハ35系[34]・スハ43系客車[35]
  - 鋼製の2軸ボギー客車。1930年代から1960年代にかけて製造された。
  - まったくの新製から改造まで多岐に渡り、主に三等車や緩急車を多数製造した。
  - 保存車両オハ35 2001については、後述の保存車両#新幹線高架下の項を参照。

#### 民営（JR）化後
- 107系電車
  - 急行列車の廃止で余剰となった165系急行形電車の機器を再利用して製造された、片側3扉のロングシート車。0番台4両、100番台14両製造。
- E26系客車
  - 寝台特急カシオペアの電源車兼ラウンジカーであるカハフ26-1を製造。札幌方の編成端部、12号車に連結される。国鉄/JRの集中電源方式固定編成客車として、電源機器と客用空間の併設を前提に製造された初の車両。

### 入換機の変遷
- 民営化直後より、双頭連結器を装備したDD16 20・36（20号機は「北斗星」色[36]、36号機は「夢空間」色）が、入換移動機械扱いで車両入換などに使用されていた[37][38]。なお、DD16 20はその後国鉄色に塗り替えられ[注 16]、台湾高速鐡道に譲渡された[39]。
- その後、DE11 1035[40]（2004年10月まで）、DE10 1099[41]、DE11 1031[41]（いずれも宇都宮運転所所属）が、当センターの常駐車として双頭連結器を装備して入換作業をしていた。
- 2014年4月から日本除雪機製作所製の軌道モータカーHTM270形（車両番号：OM-1）が[W 16]、さらに同年10月にも同機（車両番号：OM-2）が導入され[W 17][注 17]、DE10形、DE11形はそれぞれ入換運用から外れた。
- DE10 1099は、当センターの入換機運用から外れた後、都内や千葉地区での本線運用に就いたが[注 18][42]、2016年9月15日の車籍抹消（除籍）後東武鉄道に譲渡され[W 18]、2017年8月10日から営業運転を開始したSL「大樹」の後補機や入換車として運用されている[W 19][W 20][W 21]。
- また、DE11 1031・1035は、国鉄時代武蔵野操車場（現・廃止）で基地局からの無線による遠隔操縦（テレコン）に対応していた機関車であった[43]。DE11 1035は2004年10月15日、DE11 1031は2016年11月8日にそれぞれ廃車になっている。

センター本所の入換機変遷一覧
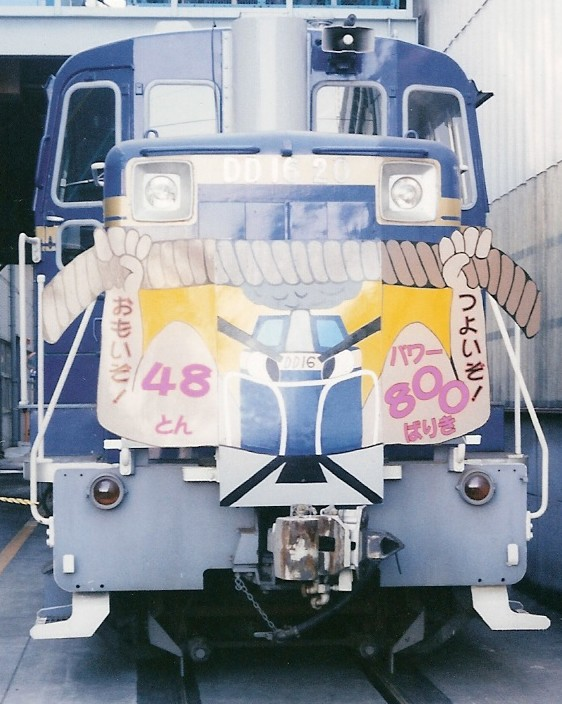
DD16 20（北斗星色）
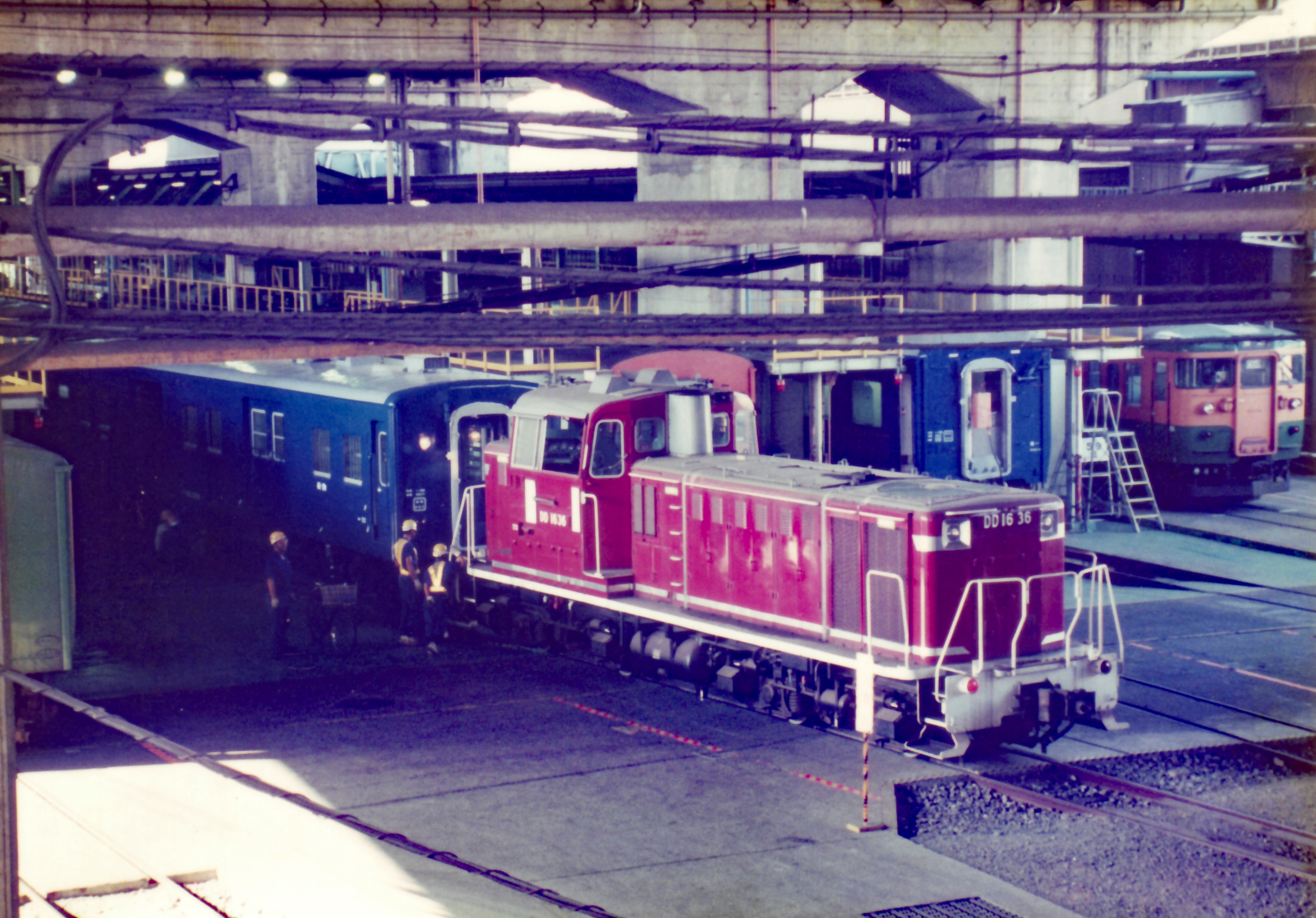
DD16 36
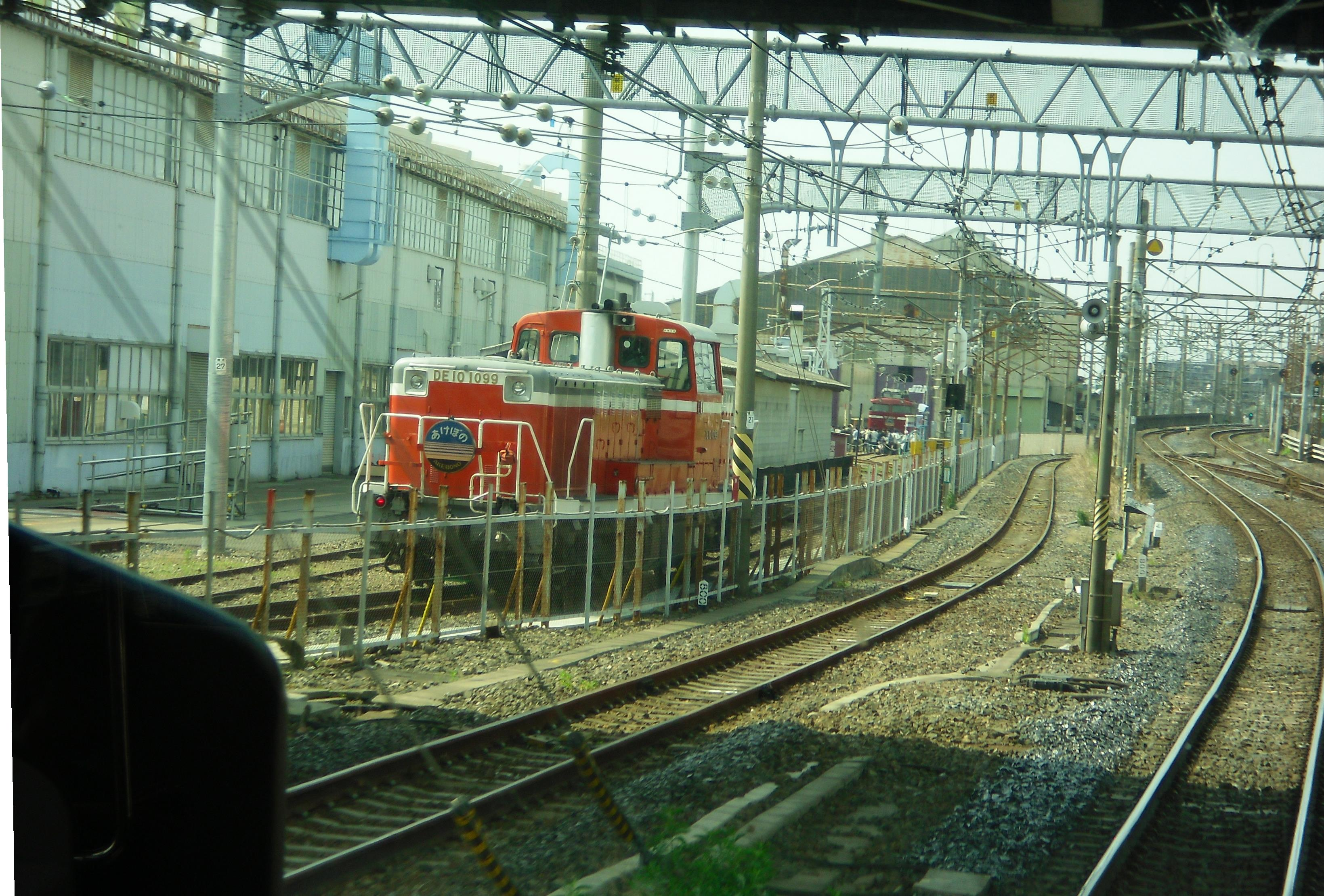
DE10 1099
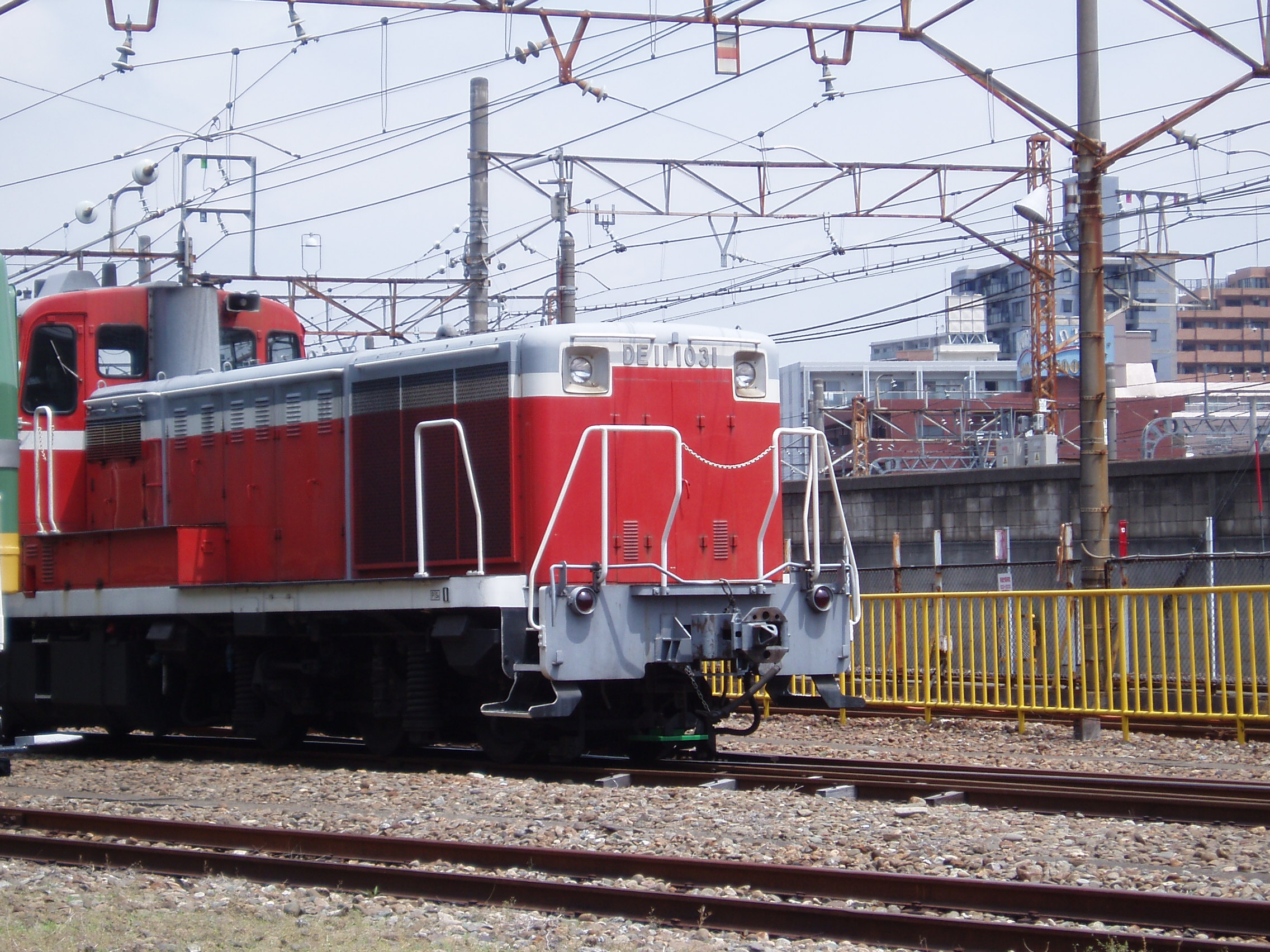
DE11 1031
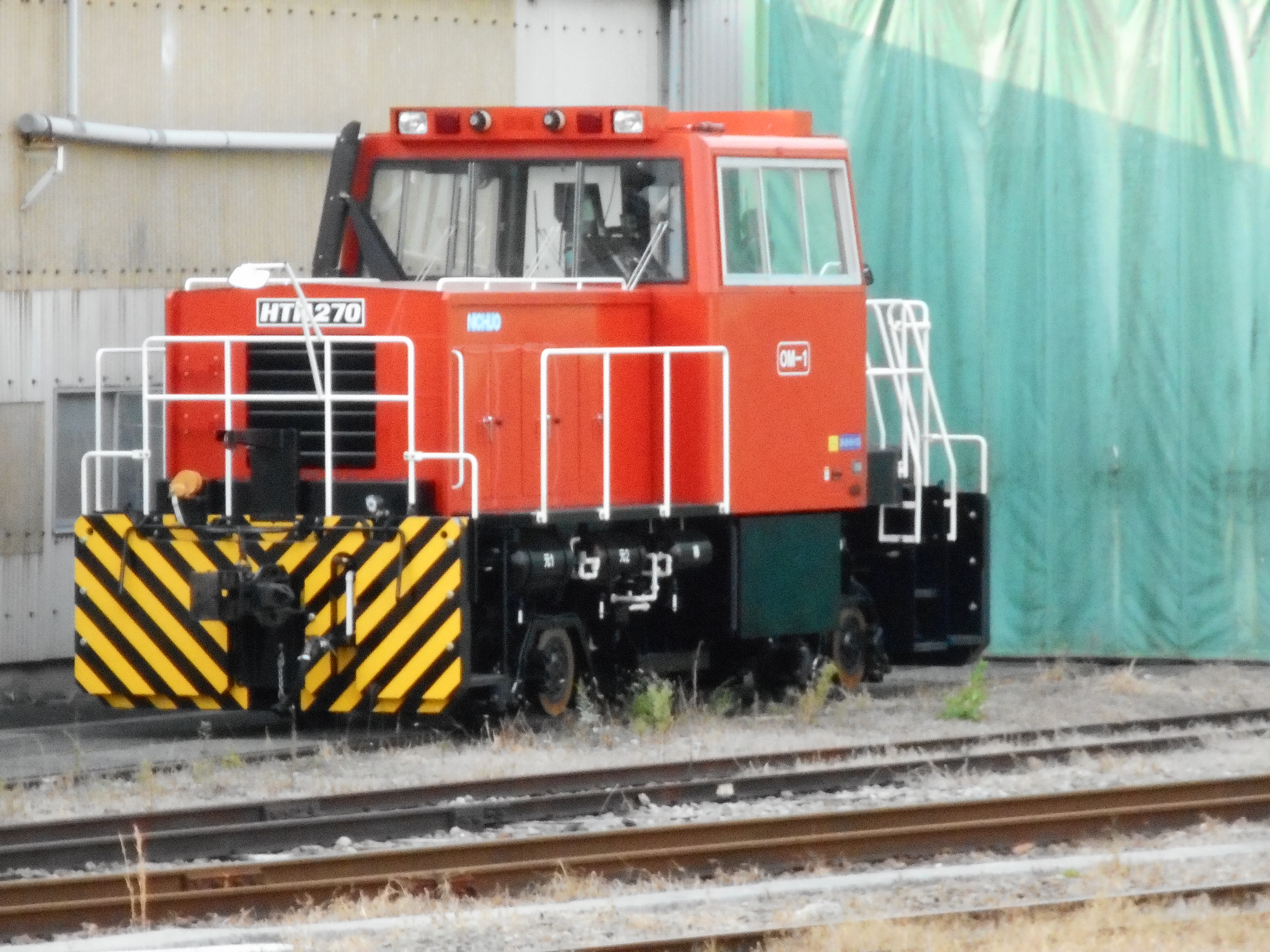
現在の入換車 「OM-1」 （軌道モータカー HTM270形）
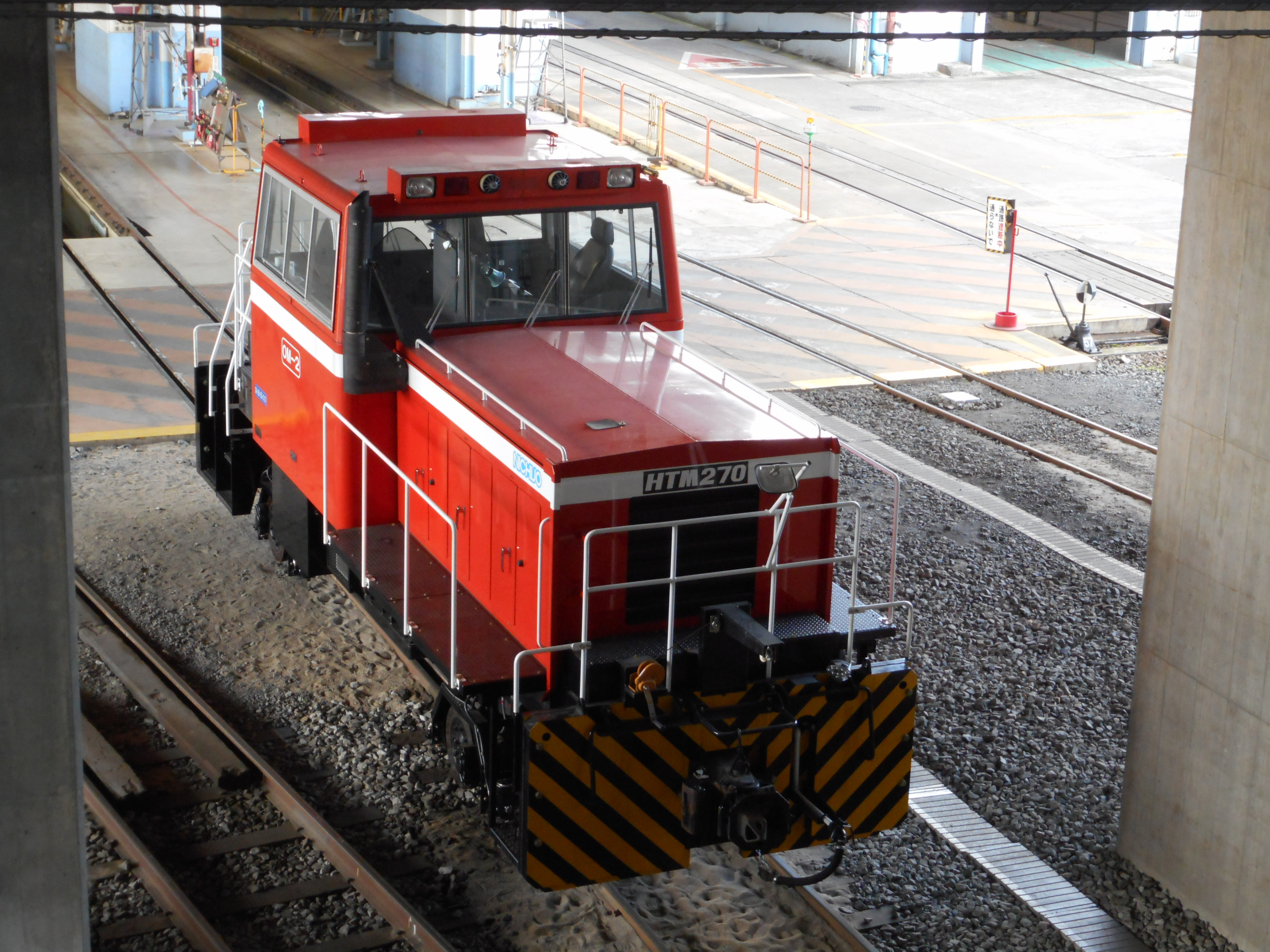
現在の入換車 「OM-2」 （軌道モータカー HTM270形）
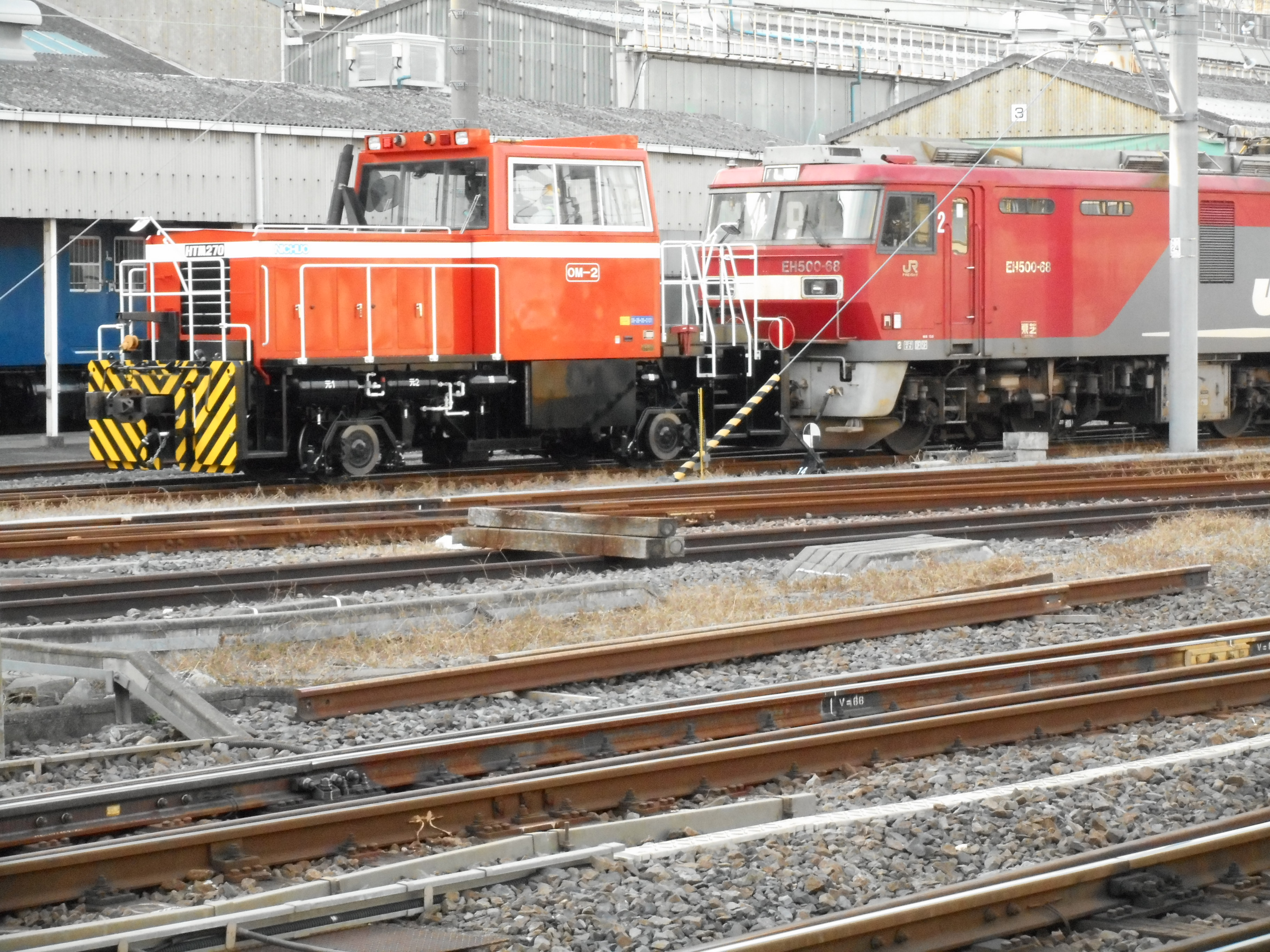
入換作業中の 「OM-2」 （EH500-68を移動中）

## 保存車
| D51 187（現展示状態）                               | 以前のECカットボディ展示 （2007年まで） |
| EF15 168 先頭カットボディ                           | EF58 154 先頭カットボディ               |
| EF60 47 先頭カットボディ                            | EF63 13 先頭カットボディ                |
| EF58 154 スポーク車輪とナンバープレートモニュメント | キハ391-1 （画像は一般公開時）          |

下記に、東大宮センターを除くセンター本所内などに保存されている車両を場所別に示す。各車両に特記事項がなければ、2017年4月1日時点で確認されている車両。なお、※はJR貨物大宮車両所内の車両。

### R.G.P.（レールウェイガーデンプロムナード）
D51 187
- 保存までの流れ：1971年8月26日除籍。最終配置区：浜田機関区（現・廃止）→1971年10月14日：準鉄道記念物指定[46]→1972年：当所で保存
- センター正面玄関横のR.G.P.[注 19]に保存展示されている。大宮工場で新製されたD51形の第1号機である。
- 鉄道100周年を記念して当所で保存されたとき、除煙板は標準型に取換えられた[47]。
- 一緒にいたED4010が鉄道博物館での展示のために移動した2007年10月14日以降は、車体全体を見られるように通路が整備され、トンネルの中を走るイメージを持つ屋根に覆われて展示されている。

EF15 168
EF58 154
- 保存までの流れ (EF15 168) ：1984年8月23日除籍。最終配置区：八王子機関区（現・廃止）→保存時1エンド側を当所で保存、2エンド側は大阪府高槻市の民間人が所有[48][49]。
- 保存までの流れ (EF58 154) ：1985年9月12日除籍。最終配置区：田端機関区（現・田端運転所）[50]→2エンド側のみ保存。
- 運転台のみのカットボディ。以前はセンター本所内の展示だったが、2007年10月14日より、センター本所外周西側近接の沿道北側（正門より鉄道博物館側）に設置されたR.G.P.に移設された[注 21]。

### センター本所内
EF60 47
EF63 13
- 保存までの流れ (EF60 47) ：1985年6月27日除籍。最終配置区：沼津機関区（現・沼津運輸区）[50]→2エンド側のみ保存
- 保存までの流れ (EF63 13) ：1998年6月5日除籍。最終配置区：高崎運転所（現・ぐんま車両センター）[51]→2エンド側のみ保存
- 運転台のみのカットボディ。以前は上記の2台とともに、4台並べて展示されていた[注 23]。

キハ391-1
- 1972年3月に試作された、ガスタービンを動力とする高速運転用ガスタービン気動車。
- T1-M2-T3の3車体4台車の連接構造で、M2車にガスタービンエンジンを床上に搭載した。
- 落成後、川越線、伯備線[注 24]、田沢湖線[注 25]などで試験走行を繰り返したが、騒音や乗心地の問題に加え、折からのオイルショックによる原油価格高騰などで同エンジン車の量産を断念したため、試験走行も終了した。
- しばらく米子機関区（現：後藤総合車両所運用検修センター）に留置後、鉄道技術研究所（現：鉄道総合技術研究所）に搬送された。のちに当センター本所にて保存され、以前は編成全体が保存されていた。
- 2015年2月に車体のほとんどを解体し、それ以降は片エンド側運転席部分のみがカットボディとしてセンター正面奥に保存されている[55]。

クハ185-110
- 2022年に大宮総合車両センターで除籍・解体された185系C5編成のうちクハ185-110がカットモデル化された上でEF60 47の左に展示されている。

車両ではないが、スポーク車輪とEF58 154のナンバープレートをコンクリートに埋め込んだモニュメントが、センター本所内のEF63 13・EF60 47の左横に置かれて展示されている。

#### 新幹線高架下
これらの車両は原則非公開の車両。これらの車両の一般公開実績は、鉄道のまち大宮 鉄道ふれあいフェアの記事を参照。
344号供奉車
- 1986年度除籍。最終配置区：品川客車区（現・廃止）
- 一等室（一人掛の回転椅子が並ぶ定員17人）と二等室（固定式腰掛を備える定員16人）の合造車である。
- 旧・大宮工場時代の1932年3月に製造。除籍後から当センター本所で保存されている。
- 1990年代前半にはよく一般公開で展示される車両だった。

オハ35 2001
- 1972年6月28日除籍。最終配置区：秋田運転区（現・秋田総合車両センター南秋田センター）
- 鋼製2軸ボギー三等客車で標準丸屋根（タイプA）。元はスハ33650として製造され、のちにオハ35 1に改番した。
- 電気暖房を取り付けたことで、（元番号+）2000番台を名乗る。
- 元々C58 239とともに岩手県盛岡市の県営交通公園に静態保存されていたが、同機の復活に伴い2012年12月に当センター本所に移送された[W 22]。

ED16 10は、2015年2月頃解体されたと判明。EF15 192およびEF80 36は、当項目の冒頭以降の2017年内に両機ともに解体された（詳細な月日は不明）ため、後述の「#過去に保存・留置された車両##現存しない車両（解体などによる）」の項目に記述。

#### 訓練施設
保存車ではないが、センター内の訓練施設に留置され、使用されている車両を示す。
クハ209-7
- 2009年12月25日除籍。最終配置区：浦和電車区（現・さいたま車両センター）
- 2012年10月より、センター内「大宮グローアップスクエア」の脱線復旧訓練所の訓練用車両として使用中。

クハ205-1、モハ204-1、モハ205-1
- 3両とも、2009年9月30日除籍。最終配置区：京葉車両センター
- 2011年9月29日に当センターに搬送[60]後、しばらく留置された[61]。
- 上記のクハ209-7と同様に、2012年10月から、センター内「大宮グローアップスクエア」の検修技能訓練所にて職員の検修技能アップのために使用されている。

## 過去に保存・留置した車両
過去当センター本所内に保存・留置された車両を下記に「移動した車両（他所で現存中）」「現存しない車両（解体などによる）」「現在鉄道博物館に展示されている車両」の3項目に分けて示す。所在時期や撤去・解体時期については、特記がなければ不明の車両。
凡例
- ※ … JR貨物大宮車両所内の車両
- 太字 … 他所で現存する車両
- 斜字 … 解体された車両
- 普通字 … 所在不明の車両

### 移動した車両（他所で現存中）
※EF65 535
- JR貨物高崎機関区に所属していた直流電気機関車。2011年の一般公開ののち、高崎へ回送されずに大宮車両所内で保管されていた[62]。
- 翌年2月12日に、同所で「EF65 535生誕45周年　ふれあい展示会」が開催されたのち[W 24]、同年の一般公開イベントで展示された。
- 再び同所で保管後、2013年3月11日から12日にかけて東芝府中事業所へ譲渡された[W 25]。

クモハ40054
- 両運転台を備え、両妻面が平面（平妻）の車両。国府津電車区（現：国府津車両センター）に事業用車（牽引車兼職員輸送用）として在籍していた。JRに継承されたときは、イベント用として動態保存された。
- 2000年12月に発生した京福電気鉄道の衝突事故の影響で、ブレーキの多重系統化ができない本形式は、営業線の走行が不可能となった[注 26]。
- 車籍を残したまま当センターで保管されたが、2006年4月2日に除籍となった。最終配置区：国府津車両センター[63]
- その後当センターで整備を行い、2007年5月より青梅鉄道公園に展示されている[64]。

### 現存しない車両（解体などによる）
ED16 4 
- 1984年6月19日除籍。最終配置区：立川機関区（現・廃止）
- 1945年9月6日に、中央本線笹子駅にて機関士・助士ともに居眠りし駅折返し線に突入、車止めを突破し岸壁に激突する事故を起こす[66]。
- 翌年9月16日より一休、1950年3月28日甲修繕終了一休解除。その後も度々事故を起こした[66]。
- ED16形18両の中で最後に除籍された[67]。除籍後当センターにて保存。
- 1996年頃まで所在した[68]。

ED16 10
- 1983年7月16日除籍。最終配置区：立川機関区（現・廃止）
- 新製配置は東京機関区。1931年10月末から11月13日にかけて、大宮工場で雪掻装置（スノープロウ）を取り付けた[69]。
- 1983年3月26日・27日に「ED16お別れ団体列車」を新宿 - 御嶽間で運転[注 27]、編成はED16 10+12系6両[70]。
- 2006年を最後に、一般公開に展示されなくなった[71]。
- そのまま新幹線高架下の北部留置線に留置されていたが、2015年2月頃に解体された[W 23]。

※ED62 17
- 2002年3月29日除籍。最終配置区：篠ノ井総合鉄道部（現・塩尻機関区篠ノ井派出）
- 1996年に運用廃止後、2002年に除籍されるまで篠ノ井総合鉄道部に在籍した2両のうちの1両。
- 晩年の貨物更新色から1996年11月の一般公開時に標準色に塗り直された[72]。
- しばらくはJR貨物大宮車両所北に留置されていたが、2021年3月上旬頃に解体された[73][注 28]。

EF15 192
- 1985年11月20日除籍。最終配置区：八王子機関区（現・廃止）[74]
- EF15形の最終グループ（1958年度第2次製造）の41両のうちの1両[75]。
- 甲府機関区（現・廃止）所属時代には、同僚の198+196号機との3重連牽引の「EF15三重連の旅、新宿駅100周年記念号」、1983年3月には中央本線で「EF15スイッチバックの旅」と銘打った団体臨時列車が運転された[76]。
- 2000年代前半までは、一般公開時によく展示されていた。
- 2017年内にセンター本所内にて解体された[58]。

EF58 65 
- 1980年2月11日除籍。最終配置区：宇都宮運転所[77]
- 1975年3月に、広島工場（現・広島車両所）から出場する際に取付けられた左右一体型の前面庇が特徴[78]。
- この前面庇は、当時EF66形0番台 (5 - 7, 13 - 17) に取付けられたものと同仕様のものだった[78]。

EF58 93
- 1985年7月26日除籍。最終配置区：新鶴見機関区[79]
- 当センターに搬入後「青大将」塗装に塗り直された[注 29]。
- 当時の工場長の発案で、本機を体験操縦運転用に抜擢し、試運転線にてそのイベントを実行する計画であった[注 30][80]。
- 一般公開時には、他の同形機（現役車も含む）とともによく展示されていた。
- 2013年の開催を最後に展示されなくなり、2016年11月末に解体された[80]。

EF58 125
- 1985年9月30日除籍。最終配置区：下関運転所（現・下関総合車両所運用検修センター）[81]
- 元は、車体ブルー＆前面下部クリーム塗装の標準塗装だったが、引退後茶色塗装になっていた[82]。
- 2001年11月に解体された[65]。

EF60 510
- 1986年2月3日除籍。最終配置区：高崎第二機関区（現・高崎機関区）[83]
- EF58形の置換え用として、20系客車寝台特急牽引機用に製造されたグループの中の1両。
- 1990年代前半には、一般公開によく展示されていたが、それ以降は長らく展示されなかった。
- 2011年5月に、センター内で整備されていることが確認され[84]、同年10日15日にきれいな姿で公開された。
- 2013年の開催を最後に展示されなくなり[85]、2016年12月に解体された[86]。

※EF65 59 
- 1998年12月2日除籍。最終配置区：高崎機関区（JR貨物）
- 2004年5月の一般公開時に大宮車両所内で展示。前面のナンバーが赤色で、塗装が1エンド側下部が黄色、2エンド側がクリーム色とそれぞれ違っていた[87]。

EF80 36
- 1986年1月18日除籍。最終配置区：田端機関区（現：田端運転所）[88]
- 常磐線取手以北が交流電化したことに伴って登場した、客貨両用の交直両用電気機関車。同線や水戸線などで活躍した。
- 本機は1次形貨物用に分類されるが、貨物列車だけでなく客車列車も牽引した。
- 毎年開催される一般公開でよく展示される車両であったが、2013年を最後に展示されなくなった[85]。
- 2017年内にセンター本所内にて解体された[58]。

※EF81 24
- 2007年6月1日除籍。最終配置区：富山機関区（JR貨物）
- 同機関区に保留車扱いで在籍中、JR貨物大宮車両所の車庫に留置されていた[89]。

モハ113・112-1506
- 2両とも2006年1月13日除籍。最終配置区：国府津車両センター
- 元国府津車両センター配置K48編成の2・3号車に組み込まれていた電動車ユニット。
- 2006年と2007年の一般公開時では、休憩所代わりとして使用された[90][91]。

クモハ300-4 
- 2003年6月25日除籍。最終配置区：三鷹電車区（現・三鷹車両センター）
- 他車が解体される中、301系唯一の現存車となった。
- 除籍以降、一時訓練施設で上記のモハ113・112-1506とともに、職員の検修技能アップのために使用された。
- 2012年10月に車両を205系（クハ205-1、モハ204-1、モハ205-1）に変えたため、北部留置線に留置されていた。

スハフ42 2174
- 1985年6月11日除籍。最終配置区：水戸機関区（現・廃止）[93]
- 戦後形と呼ばれる鋼製2軸ボギー三等緩急客車。電気暖房装置設置の改造を受けたため、元番号に2000が加えられた。
- 1990年代前半は状態もよく、一般公開時によく展示されていた。
- 2012年度まで所在した[94]。

スハ43 2249・2359
- 2249：1980年1月21日除籍。最終配置区：尾久客車区（現・尾久車両センター）、2359：1984年7月20日除籍。最終配置区：水戸機関区[95]
- 2両とも鋼製2軸ボギー三等客車。上記のスハフ42 2174同様の、電気暖房装置設置の改造車。
- 2249は、ほとんど一般公開などで展示されなかった。
- 2359は、PR用として片側だけ塗装され[注 32]、1990年代は大宮駅ホーム近くに展示されていた[96]。
- 2359は、2012年度まで所在した[97]。

ソ301
- 2001年6月14日除籍。最終配置区：田町電車区（現・東京総合車両センター田町センター）
- 2両新造された橋桁架設用の超大型操重車。もう1両のソ300は、現在は横川の碓氷峠鉄道文化むらに保存展示。
- 2001年5月の一般公開時に車籍を残した状態で公開され[98]、そのまま当センターで保管された。
- 2016年12月に解体された[99]。

### 鉄道博物館に展示されている車両
| ED17 1（センター内保存時）      | ED17 1（鉄道博物館）      |
| ED4010（センター内での展示）    | ED4010（鉄道博物館）      |
| EF58 89（センター内保存時）     | EF58 89（鉄道博物館）     |
| DD13 1（センター内保存時）      | DD13 1（鉄道博物館）      |
| クモハ40074（センター内保存時） | クモハ40074（鉄道博物館） |

ED17 1 
- 1970年11月30日除籍。最終配置区：甲府機関区（現・廃止）
- イギリスから輸入された電気機関車を種車に1930年（昭和5年）に改造された車両。晩年は、身延線の貨物列車牽引に使用されていた。
- 除籍後、上記の機関区に保管されていたが、1972年4月に山梨県甲府市の舞鶴城址公園に搬入され静態保存されていた。
- 同公園の改修に伴い、1997年9月にJR東日本に引き取られた。同センターで現役時代の姿に整備復元され、2000年10月28日の一般公開時に展示された。
- その後、同年から鉄道博物館へ譲渡された2007年まで毎年一般公開で展示された。

ED4010
- 1947年1月14日除籍。最終配置区：横川機関区（のちの横川運転区→廃止）
- 10号機が、1948年9月8日に東武鉄道へ譲渡。その後ED4002→ED602と改番され、日光軌道線で使用された。
- 1968年3月除籍。同年9月に譲渡先から寄贈され、同年10月14日に準鉄道記念物の指定を受けている[46]。
- 1972年以降は、同じく準鉄道記念物指定のD51 187とともにセンター本所正門横に展示された後、2007年10月14日以降は鉄道博物館で展示保存されている。

EF58 89
- 1999年10月8日除籍。最終配置区：田端運転所[50]
- 同年の一般公開時に、車体ブルー＆前面下部クリーム塗装の標準塗装に塗りなおされた[102]。
- その後再び茶色塗装になり、2007年10月14日以降は鉄道博物館にて展示中。

DD13 1
- 1984年6月11日除籍。最終配置区：品川機関区（現・廃止）[51]。
- 国鉄の入換機用ディーゼル機関車の標準型として製造されたDD13形のトップナンバー。
- 同センターで保存され、2007年5月の一般公開の後、鉄道博物館へ搬入された。
- 2017年3月18日に、館内リニューアルの第1弾として、本館北側の「野外車両展示スペース」を拡張し、同機はキハ11形と縦列に展示されている[103]。

クモハ40074
- 2007年9月10日除籍。最終配置区：国府津車両センター
- 両運転台を備え、両妻面が半流線型の車両。一度国鉄分割民営化直前の1987年3月31日に除籍[104]されていたが、1988年に車籍復活した[105]。
- クモハ40054と同様に国府津電車区に在籍していたが、前述の事故の影響で、この車両もブレーキの多重系統化ができないことから本線上を走行できなくなったため、当センターで保管された。
- 車籍を残したまま何度か一般公開時に展示された。2007年5月26日の一般公開の後、鉄道博物館へ搬入された[106]。

クハ103-713
- 2005年11月22日除籍。最終配置区：京葉車両センター
- 元京葉車両センター302編成の先頭車で、センター北の解体線跡に留置されていた。
- 2006年5月の一般公開で展示された後[107]、翌年に車体を半分に切断されたうえで鉄道博物館内に搬入され、館内の「ラーニングゾーン」1Fの「駅構内ラボ」にて駅構内の業務体験に使用された[108]。
- 2017年4月27日に「ラーニングゾーン」1Fが「キッズプラザ」「キッズカフェ」にリニューアルされ、同車は車体全体を白く塗られ、過去首都圏で走行していた各線のラインカラーの水玉模様を配したカラフルなデザインに塗り替えられた[103]。